# White City (London)

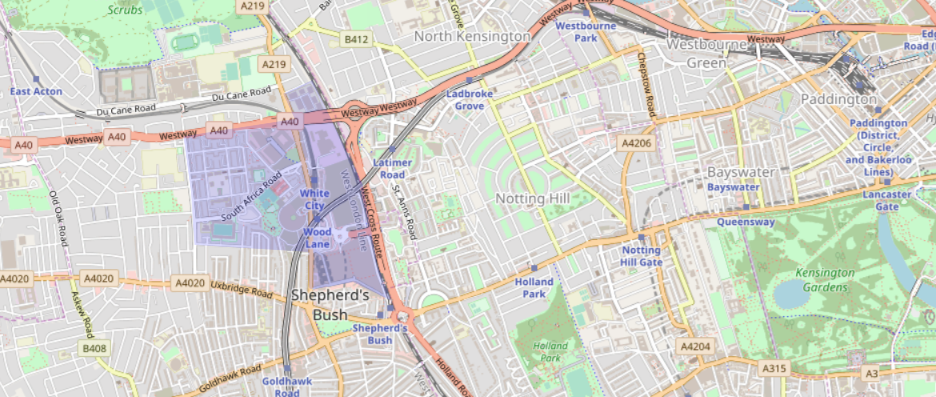
Lage von White City in London

White City ist als Stadtviertel von London der nördliche Teil des Distrikts Shepherd’s Bush und gehört zum Stadtbezirk London Borough of Hammersmith and Fulham. Das Viertel befindet sich rund sechs Kilometer westlich vom Londoner West End (ab Höhe Piccadilly Circus, Oxford Circus) und wird ungefähr begrenzt durch die A40 (Westway) im Norden, der West Cross Route im Osten, parallel zur Uxbridge Road im Süden und der Bloemfontein Road im Westen. Die Gegend nahm ihren Anfang als urbanes Gebiet zu Beginn des 20. Jahrhunderts mit einem dort großangelegten Ausstellungsgelände.
Kennzeichnend für White City ist die Teilung in gewissermaßen zwei soziale Welten: die Sozialbau-Großwohnsiedlung White City Estate im Westen gegenüber der wohlhabenden östlichen Seite, heute unter anderem als Standort von modernen Unternehmen und mit dem nunmehr größten Einkaufszentrum Europas. Die östlichen rund zwei Drittel des Stadtviertels sind seit etwa Mitte der 1990er Jahre Gegenstand eines umfangreichen Stadtentwicklungsprogramms, das derzeit (Ende 2021) in seine Endphase gelangt. Dazu gehört der Bau von mehreren tausend Wohnungen, die größtenteils einem zahlungskräftigeren Publikum angeboten werden.
White City ist Teil des Londoner Wahlbezirks Wormholt & White City und gehört zum Postbezirk W12.

## Geschichte

### 19. Jahrhundert
Die Gegend von White City ist ebenes Gelände und war bis ins 19. Jahrhundert teils unkultiviertes, teils landwirtschaftlich genutztes Land. Etliche Landstücke waren öffentlicher Grund. Ab dem 17. Jahrhundert verlief die North High Way, die heutige Uxbridge Road, als Hauptverbindung zwischen London und Oxford an der Stelle, die jetzt die äußerste südliche Begrenzung von White City darstellt. Als einzige Straße von Nord nach Süd durchzog die Wood Lane das Gebiet, welche Shepherd’s Bush mit dem gut zwei Kilometer weiter nördlich gelegenen Freigelände Wormwood Scrubs verband.
Zu Beginn des 19. Jahrhunderts entstanden im heutigen Südosten von White City erste Wohnbauten in Form von Doppelhäusern, und als herausragender Bau befand sich östlich der Wood Lane das Anwesen Wood House im Georgianischen Stil. Westlich der Wood Lane gab es einige Pflanzenzuchtbetriebe. Ab 1844 führte parallel zur Wood Lane als erste Bahnlinie in dieser Gegend die West London Railway durch. Etwa um diese Zeit entstanden östlich der Wood Lane mit Eynham und westlich mit der Wood Lane Farm zwei größere Betriebe. In den 1870er Jahren wurde die Du Cane Road gebaut, eine von der Wood Lane nach Westen abgehende Straße, die heute etwas nördlich der A40 Westway verläuft.
Bis Ende des 19. Jahrhunderts war westlich der Wood Lane im südlichen Teil eine große Anzahl an Reihenhäusern entstanden und das Gebiet nördlich davon wurde hinauf bis zur Wood Lane Farm für die Herstellung von Ziegeln genutzt (Cowley Brick Works). Östlich der Wood Lane gab es mit den großen Eynham Brick Fields ebenfalls Ziegelproduktion. Die Gründe des Gehöfts Wood House wurden Ende des Jahrhunderts einige Jahre lang als öffentlicher Park zugänglich gemacht.

### Frühes 20. Jahrhundert

#### Das Ausstellungsgelände Great White City

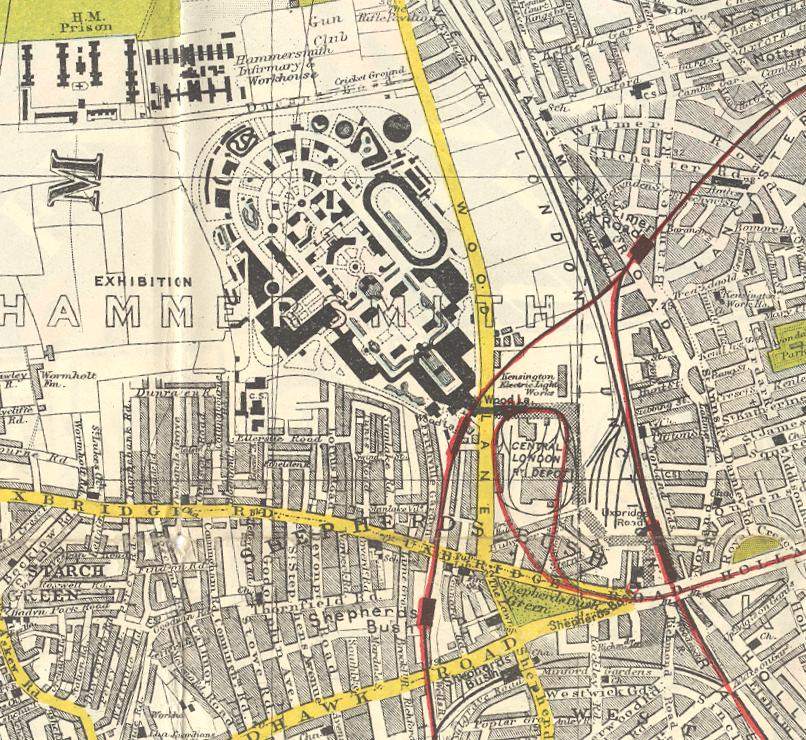
Anlage des White City-Ausstellungsgeländes auf einer Landkarte von 1912

Das Gebiet unmittelbar westlich der Wood Lane und südlich der Du Cane Road war zumindest zum Teil Gemeingrund und hielt man für geeignet, hier die ab 1905 geplante und für 1908 anberaumte Franco-British Exhibition auszurichten, eine Schau zur Wirtschaft und Kultur von Frankreich und dem Vereinigten Königreich. Alle für diesen Zweck errichteten, aufwendigen Ausstellungsgebäude in teils orientalischem Stil waren in Weiß gehalten und hatten weiße, mit Stuck versehene oder an Marmor erinnernde Fassaden, sodass sich aufgrund der großen Anzahl an prachtvollen Bauten der Eindruck einer „großen weißen Stadt“ ergab. Geplant und ausgeführt wurde das Bauvorhaben vom ungarischstämmigen Veranstaltungsmanager Imre Kiralfy, der zuvor 1893 die Weltausstellung in Chicago (World’s Columbian Exposition) besucht hatte und das dortige Ausstellungsgelände für seine Bauten zum Vorbild nahm. Zu Werbezwecken übernahm man auch die in Chicago entstandene Bezeichnung White City, die sich ebenfalls auf die Farbe der dortigen Gebäude, aber auch auf die nächtliche Beleuchtung der Ausstellungsstadt bezogen hatte. Denn Außenbeleuchtung in der Nacht durch Elektrizität war erst kurz zuvor in Europa aufgekommen und in den USA bis dahin weitgehend unbekannt, sodass die Illumination der Gebäude entsprechenden Sensationscharakter hatte.
Der für London modifizierte Name Great White City für die Londoner Messe blieb auch über die Zeit der nachfolgenden Ausstellungen hinaus erhalten und übertrug sich vereinfacht als White City auf spätere Einrichtungen in diesem Bereich.

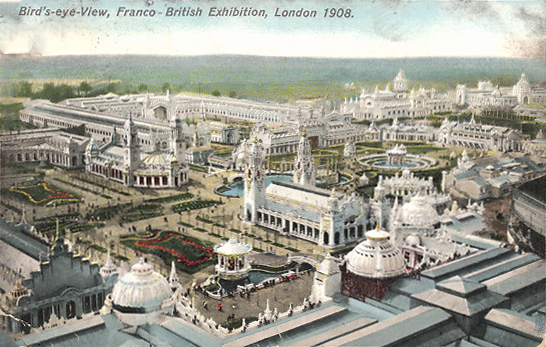
Postkarte mit einer Aufnahme der Franco-Britischen Ausstellung 1908, die White City begründete

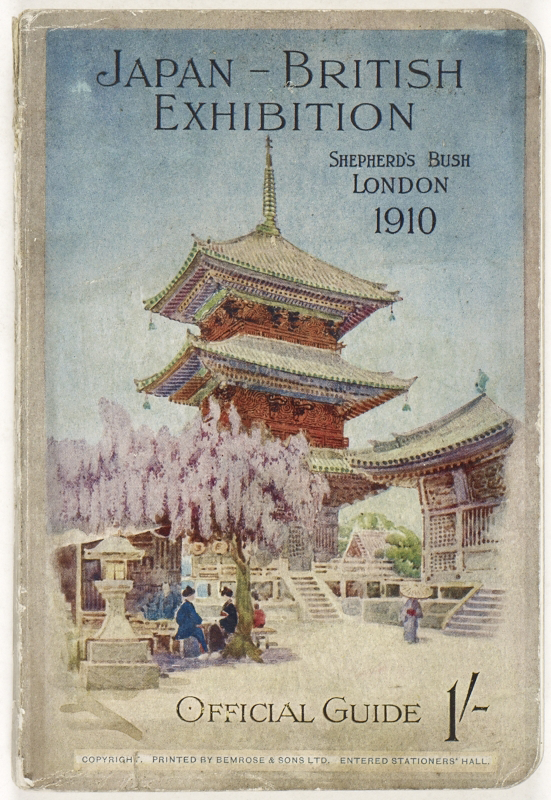
Cover des Ausstellungskatalogs zur Japan-British Exhibition 1910

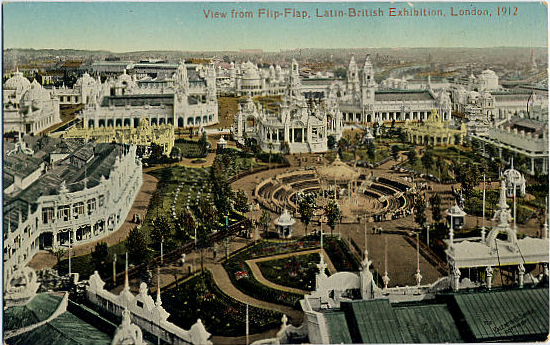
Postkarte mit einer Ansicht der Latin-British Exhibition 1912

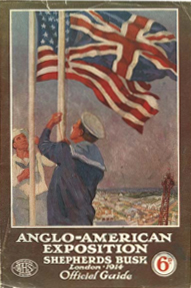
Werbeposter für die Anglo-American Exposition 1914

Kiralfy ließ für sein Ausstellungszentrum 140 acre (56,6 ha) Land bebauen. Das Gelände umfasste 120 aus Stahl und Beton gefertigte Ausstellungsgebäude sowie weitere 20 palastähnliche Messehallen. Bei der Errichtung waren an die 120.000 Personen beschäftigt, zumal der Bau der gesamten Anlage innerhalb nur eines Jahres bewerkstelligt werden musste. Es wurden – gleich einer Stadt und nach Vorbild der Chicagoer Ausstellung – Straßen, Brücken, Kanäle und ein künstlicher See angelegt. Neben den Ausstellungshallen gab es auch etliche Fahrgeschäfte, von denen in den Folgejahren noch mehrere dazukamen. Als besonders attraktiv galt die Flip-Flap machine, die die Besucher auf eine Höhe von 60 Metern emporhob.
Zugänge zum Ausstellungsgelände gab es von Osten, wo eigens dafür zwei Bahnstationen eingerichtet wurden, sowie von Süden, wo man einen etwa 700 Meter langen, überdachten Arkadengang errichtete, damit das Messeareal von den Bahnstationen Uxbridge Road und Shepherd’s Bush (siehe Abschnitt Verkehr) auf möglichst kurzem Fußweg zu erreichen war. Der Zugang nahm seinen Anfang an der Uxbridge Road, wo ein riesiges, unterkellertes Portal als Eingang diente. Der Weg selbst wurde als erhöhter Steg 30 Fuß (gut 9 Meter) über dem Boden errichtet. Integriert im Zugang zum eigentlichen Ausstellungsgelände waren sieben Ausstellungshallen, die auf Höhe des Gehwegs durchschritten wurden.

#### Ausstellungen
Nach der französisch-britischen Ausstellung 1908, die über acht Millionen Besucher verzeichnete, folgten in den nächsten Jahren als weitere Länderausstellungen die
- Imperial International Exhibition (1909)
- Japan-British Exhibition (1910)
- Coronation Exhibition (1911)
- Latin-British Exhibition (1913)
- Anglo-American Exposition (1914)

Die Ausstellungen waren insbesondere politisch motiviert und dienten der Stärkung der gegenseitigen Beziehungen sowie der Vermittlung eines bestimmten Images der beteiligten Länder. Die Franco-British Exhibition hatte den Zweck, im Bewusstsein der Bevölkerung ein friedliches Bild des jahrhundertelangen politischen Rivalen Frankreich zu stärken – auf dem Hintergrund der Entente cordiale, eines 1904 geschlossenen Abkommens zwischen Frankreich und dem Vereinigten Königreich, das die Einflussnahme auf die Kolonien beider Länder in Afrika regelte. Die Ausstellung präsentierte die britischen und französischen Errungenschaften in den Bereichen Industrie, Kunst, Wissenschaft, Gartenbau, Erziehung und Freizeit. Auch gab es zwei Völkerschauen.
Ähnlich gelagert waren die nachfolgenden Ländermessen. Die Imperial International Exhibition bezog sich auf die um Russland erweiterte Triple Entente, und ein großer Teil der Ausstellung war gegenüber dem Vorjahr unverändert, aber um Beiträge Russlands erweitert. Hintergrund für die nachfolgende Japan-British Exhibition war die Anglo-Japanische Allianz, ein mit dem Kaiserreich Japan geschlossenes Abkommen, das einen Wendepunkt in der britischen Außenpolitik (Abkehr von der Splendid isolation) darstellte. Die Coronation Exhibition danach fand anlässlich der Krönung von König Georg V. statt. Wiederum wurden Teile der Großbritannien betreffenden früheren Ausstellungsobjekte gezeigt, um die wirtschaftliche und kulturelle Größe des Britischen Empire zu demonstrieren.
Auch die Ausstellungen von 1913 und 1914 hatten das Ziel, das Leben der betreffenden Länder nahezubringen. In der Latin-British Exhibition 1913 waren dies die Kolonien von Frankreich, Italien, Spanien, Portugal und die britischen Kolonien sowie lateinamerikanische Länder, und in der Anglo-American Exhibition 1914 wurde das US-Amerika geboten (Wildwest-Shows, bauliche Nachbildungen von New York, Grand Canyon und dergleichen mehr). Alle Projekte verstanden sich zwar mit einem Bildungsauftrag, waren jedoch rein „westlich“ und bestehende Verhältnisse stabilisierend ausgerichtet; die indigenen Völker wurden rein als Profiteure der Kolonialmächte dargestellt, und mit der USA-Ausstellung wurden Klischees bedient.

#### Olympische Spiele 1908
White City war 1908 parallel zur Ausstellung auch zentraler Austragungsort für die IV. Olympischen Spiele. Zu diesem Zweck wurde, ebenfalls von Imre Kiralfy, integriert in das Ausstellungsgelände das White City Stadium errichtet, das – analog zu Great White City – auch Great Stadium genannt wurde. Es handelte sich dabei um ein Mehrzweckstadion für über 93.000 Besucher. Das Stadion verfügte über eine Radrennbahn, Anlagen für Leichtathletik- und Turnwettkämpfe, ein Spielfeld für verschiedene Ballsportarten sowie über ein Schwimmbecken mit versenkbarem Sprungturm. Das Stadion war auch Ziel des beim Schloss Windsor begonnenen Marathonlaufs. Die Streckenlänge wurde von den bis dahin üblichen exakten 42 km auf genau 42,195 km verlängert, damit der Lauf direkt vor der königlichen Loge endete. Diese Streckenlänge gilt seitdem als offizielle Länge eines Marathonlaufs.

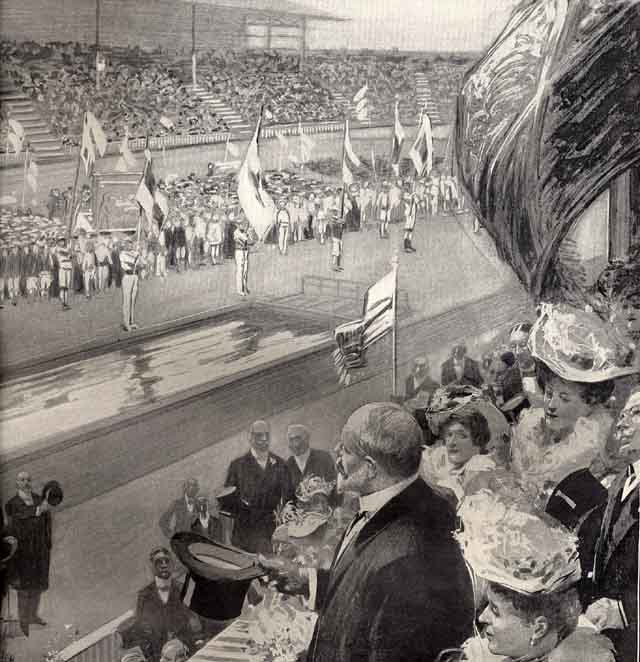
König Edward VII. eröffnet am 18. Juli 1908 offiziell die Olympischen Spiele

Die Olympischen Spiele waren eng mit der Franco-British Exhibition verbunden. Bereits die Spiele von 1900 in Paris und 1904 in St. Louis waren mit Weltausstellungen verknüpft gewesen, bei denen sogar die Messen weit mehr Beachtung gefunden hatten als die Sportwettkämpfe. Der damalige IOC-Präsident Pierre de Coubertin war gleichzeitig Mitglied im Organisationskomitee der französisch-britischen Ausstellung, gleich wie Lord Desborough, der Vorsitzende des örtlichen olympischen Organisationskomitees. Die Eröffnung der Ländermesse und die Eröffnung des Sportstadions fanden am 14. Mai 1908 statt. Die Wettkämpfe waren zeitlich über das Jahr verteilt und hatten bereits am 27. April begonnen, der Hauptteil der Spiele fand aber in der zweiten Julihälfte im Stadion statt. Beendet wurden die Olympischen Spiele mit einer Abschlussfeier am 31. Oktober des Jahres im Olympiastadion, zeitgleich mit der Schließung der Länderausstellung.

### Zwischenkriegszeit
Mit Ausbruch des Ersten Weltkriegs 1914 wurde die laufende Anglo-American Exhibition vorzeitig abgebrochen und die großen Ausstellungen fanden ihr Ende. Das Gelände ging in die Hände der Regierung über, und Teile des Messezentrums dienten in der Folge unterschiedlichen Zwecken. Während des Krieges fungierte das Gelände als militärischer Exerzierplatz und ein Teil der Hallen wurde für den Flugzeugbau verwendet.
Anfang der 1920er Jahre zog sich das Militär zurück und das Ausstellungsgelände wurde versteigert. 1920 gab es eine Messe der Werbebranche und von 1921 bis 1929 war die Great White City jährlich für mehrere Wochen Schauplatz der British Industries Fair, einer nationalen wirtschaftlichen und industriellen Leistungsschau, die ausgehend von Birmingham in ihrer Frühzeit in den 1910er Jahren schon an anderen Orten in London, später nur noch in Birmingham stattfand. Die Industriemesse, bei der ausschließlich Aussteller aus dem Vereinigten Königreich und seinen Überseegebieten zugelassen waren, war Teil eines Konzepts der wirtschaftlichen Stärkung Großbritanniens, mit dem man versuchte, die vorherrschende Marktstellung Deutschlands in Europa anzugreifen.
In den 1930er Jahren waren die Ausstellungsbauten schon heruntergekommen und wurden nur noch teilweise genutzt. Bis 1937 fand noch eine Textilfachmesse statt, danach wurde ein erster Teil der Bauwerke in der Westhälfte des Geländes abgerissen und das Areal für Wohnbauzwecke genutzt. In der Folge entstand hier die White City Estate, eine Großwohnsiedlung, deren Fertigstellung erst nach dem Zweiten Weltkrieg erfolgte. Während des Kriegs diente ein Teil der Gebäude noch zur Herstellung von Zelten und Fallschirmen für die Armee.
Das White City Olympiastadion blieb nach den Spielen lange Zeit mehr oder weniger ungenutzt. Erst 1927 übernahm die Greyhound Racing Association die Sportstätte, eine Organisation, die Wettkampfstätten für Windhundrennen verwaltete. Neben Hunderennen wurden späterhin im Stadion auch Wettkämpfe verschiedener Sportarten durchgeführt. 1929 waren hier die White City Rebels aktiv, ein Speedway-Rennteam, das danach erst wieder in den 1970er Jahren für kurze Zeit zurückkehrte. Das Team war damit die erste Einrichtung, in der sich der Name White City für die Zukunft fortsetzte.

### Nachkriegszeit bis heute
Nachdem sich das Ausstellungsgelände als solches aufgelöst hatte, wurden – neben dem Verkauf von Grundstücksanteilen für den Wohnbau – vier Jahre nach Kriegsende weitere Teile des Areals für die Errichtung eines Fernsehzentrums der BBC verkauft. Vom südlichen Zugang zum Ausstellungsgelände blieben bis Ende des 20. Jahrhunderts der große Torbogen bei der Uxbridge Road in veränderter Form sowie mehrere Ausstellungshallen bestehen, die für unterschiedliche Zwecke adaptiert wurden, so etwa für Büros oder Film- und Fernsehaufnahmen; in einem richtete sich ein Tennisclub ein.
Im White-City-Stadion fanden bis 1971 Leichtathletik-Meisterschaften statt, und Hunderennen gab es bis zum September 1984. Kurz darauf wurde das Stadion abgerissen, und an seiner Stelle entstand eine wesentliche Erweiterung des schon 1960 eröffneten BBC-Standortes einige hundert Meter weiter südlich.
Das Gebiet östlich der Wood Lane hatte sich schon früh zu einem Gewerbegebiet mit kleinindustriellen Unternehmen und Lagerhäusern entwickelt. Unter anderem gab es zumindest ab der Mitte des Jahrhunderts eine Maschinenfabrik und ein großes Lager für Molkereiprodukte, das noch heute besteht. Im südlichen Teil existierte bereits seit 1900 ein Depot der damals eröffneten U-Bahn-Linie Central Line, das sich ebenfalls bis heute dort befindet. An die Remise angeschlossen waren Werkstätten und ein Elektrizitätswerk.

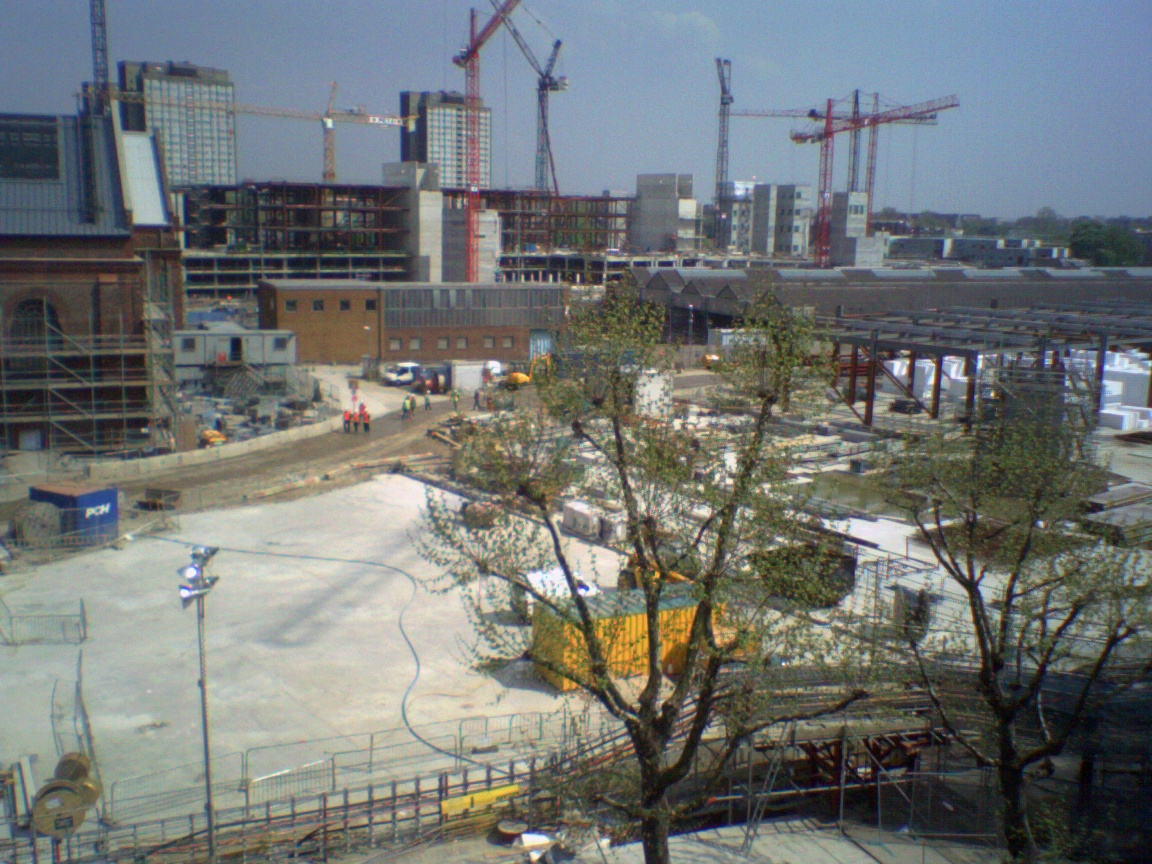
Bau des Westfield Einkaufszentrums im Mai 2006

Zunehmend wurde der Osten von White City aber als sanierungsbedürftig empfunden und im Hinblick auf den Stadtentwicklungsgedanken als Hoffnungsgebiet gesehen. Etwa Mitte der 1990er Jahre begann man mit der Planung einer umfangreichen Modernisierung, die auch die BBC-Areale westlich der Wood Lane umfassen sollte und 2003 mit dem Abriss der ersten Bauwerke ihren Anfang nahm. Dabei wurden auch die letzten Gebäude des alten Ausstellungsgeländes Great White City beseitigt, darunter der auf Pfeilern gebaute Zugang von Süden und das Portal an der Uxbridge Road. Danach erfolgte im Bereich der BBC-Gelände teilweise durch Adaptierungen bestehender Gebäude sukzessive eine komplette Umgestaltung des knapp 59 ha
großen Gebiets. Das Stadtviertel soll als neues Zentrum für gehobene Ansprüche im Bereich Wirtschaft, Bildung und Wohnen gelten. Betont wird auch der Lifestyle-Charakter der Neugestaltung: „White City development is a retail, leisure and lifestyle development […]“ („Die Entwicklung von White City ist eine Entwicklung von Einzelhandel, Freizeit und Lifestyle […]“) Dementsprechend wurden Einrichtungen angesiedelt, die als wirtschaftlich zukunftsträchtig gelten und deren Klientel aus dem gehobeneren Milieu stammt.
2008 wurde Londons größtes Einkaufszentrum eröffnet, was mit der Errichtung von neuen Bahnstationen und eines Busbahnhofs einherging; ab 2013 wurden die von der BBC genutzten Areale für Wohnungen, Büros und Geschäftslokale für die Kreativbranchen sowie für Gastronomie- und Freizeiteinrichtungen umgestaltet. Auch das Einkaufszentrum wurde 2018 wesentlich erweitert. Im Zuge der Neugestaltung sollen nach Fertigstellung auch zwischen 5000 und 6000 neue Wohnungen vorhanden sein.
Außerdem wurde ein Universitätscampus neu errichtet. Das gesamte Bauvolumen wird mit über 8 Mrd. Pfund beziffert.

## Bauten und Einrichtungen

### White City Estate

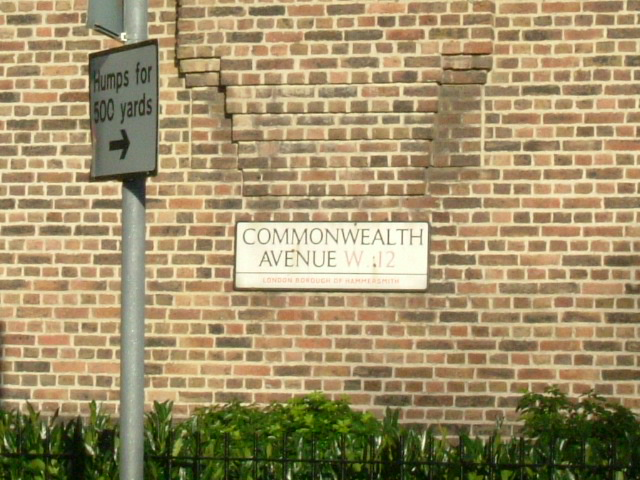
Commonwealth Avenue in der White City Estate

In der zweiten Hälfte der 1930er Jahre entstand auf einem Teil des ehemaligen Ausstellungsgeländes und westlich angrenzend als Maßnahme des sozialen Wohnbaus eine Großwohnsiedlung, die mit ihrer Lage offiziell den Namen White City übernahm und White City Estate benannt wurde. Die Siedlung nimmt in Ost-West-Richtung etwa das westliche Drittel von White City ein und in Nord-Süd-Richtung etwa die nördliche Hälfte. Die dortigen Straßen erhielten die Namen Commonwealth Avenue, India Way, Australia Road, New Zealand Way, South Africa Road und Canada Way. Man nahm damit Bezug auf den 1931 begründeten Commonwealth of Nations. Damit hatte – ähnlich den internationalen Ausstellungen am Anfang des Jahrhunderts – auch die Namensgebung der Straßen den Zweck, ein konstruiertes politisches Gebilde im Bewusstsein der Bevölkerung zu verankern.
Für die Errichtung der Wohnsiedlung kaufte das London County Council 1935 vom Ausstellungsgelände eine Fläche von 21 ha an, und die Planung sah den Bau von 49 vierstöckigen Häuserblocks mit insgesamt 2286 Wohneinheiten für etwa 11.000 Bewohner vor.
Bis 1939 waren 23 davon fertiggestellt, nach dem Zweiten Weltkrieg wurde die Siedlung letztlich mit 2011 Wohnungen in 35 Blocks für rund 8900 Personen im Jahr 1953 fertiggestellt. Die Wohnungen in Bauten solcher Art waren, was als Novum galt, nicht mittels Außenstiegen auf Gemeinschaftsbalkone, sondern über Stiegenhäuser zu erreichen, um damit mehr Intimität für die einzelnen Wohneinheiten zu schaffen. Die Wohnungen selbst wurden zum Teil als luxuriös empfunden: Alle Wohneinheiten verfügten über ein Badezimmer mit gekacheltem Boden und Waschbecken und teilweise mit räumlich getrennter Toilette; die Küchen waren mittels einer Schiebetür vom Wohnraum getrennt. Die Anordnung der Wohnblocks stellt einen Kompromiss dar. Einerseits versuchte man, mittels Zeilenbauweise die Häuser längs von Nord nach Süd auszurichten, um möglichst vielen Wohnungen eine möglichst hohe Sonneneinstrahlung zu gewähren; andererseits wurden Häuser quer dazu gestellt, damit sich der Eindruck eines abgeschlossenen Quadrats mit Innenhofcharakter ergab.

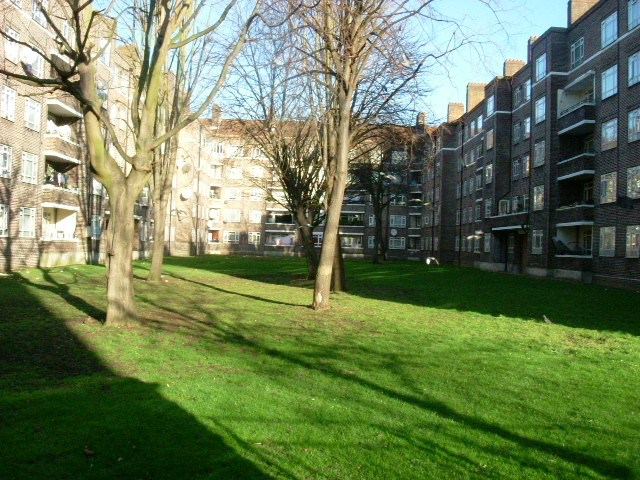
Ein Baukomplex der White City Estate in der Australia Road

Der Bau der Siedlung war eine Fortsetzung von anderen öffentlichen Wohnbauvorhaben der Labour Party, womit man die zahlreichen Slums in London zu bekämpfen suchte. Bereits ein Jahrzehnt vor Baubeginn war westlich der White City-Siedlung mit der Wormholt Estate ein Siedlungsgebiet entstanden, welches man jedoch mit dem Charakter einer Gartenstadt angelegt hatte, und die Gebäude waren dort im Landhaus (Cottage)-Stil errichtet worden.
Innerhalb der White City-Siedlung befinden sich Läden, zwei Schulen sowie religiöse und soziale Einrichtungen. Als kulturelle Initiative für die Jugend entstand 2008 das White City Youth Theatre; 2014 wurde das Gesundheitszentrum White City Health Centre eröffnet,
und 2015 eine Filiale der London Plus Credit Union, einer genossenschaftlich organisierten Non-Profit-Bank, die einkommensschwachen Personen unter anderem günstige Kredite gewährt.
Wormholt- und White City-Siedlung hatten 2017 zusammen rund 13.300 Einwohner, davon an die 8.000 in White City.
Galten die Wohnbauten zur Zeit ihrer Entstehung baulich zwar als Vorzeigeobjekt, so genießt die Gegend bis heute kein allzu gutes Ansehen aufgrund der sozialen Schichtung der Bewohnerschaft. Die Häuser waren zu Beginn mehrheitlich Bewohnern von Armenvierteln zugewiesen worden, und der soziale Status der Einwohner ist bis heute eher niedrig. Rund 50 % der Bewohner sind ungelernte und Hilfsarbeiter mit deren Familien, etwa weitere 20 % sind Familien von Facharbeitern.
Als berühmtester ehemaliger Bewohner von White City wird der Rockmusiker Pete Townshend genannt. Dieser veröffentlichte 1985 ein Konzeptalbum mit dem Titel White City: A Novel, das nach der Wohnsiedlung benannt ist, nahe der er aufgewachsen ist. Das Albumcover zeigt den Musiker und zwei Wohngebäude, auf der Rückseite ist eine morgendliche Szene in der Siedlung beschrieben. In dem Lied White City Fighting sagt er: „The White City, that's a joke of a name / It's a black, violent place […] (Die Weiße Stadt, das ist ein Witz von einem Namen. Sie ist ein schwarzer, gewalttätiger Ort […])“.
Tatsächlich wurden im Polizeirevier Wormholt Estate/White City Estate zusammen von Dezember 2016 bis November 2017 exakt 1487 Straftaten erfasst. Dabei stehen soziale Vergehen („anti-social behaviour“) mit 34,0 % und Gewalttaten („violent crime“) mit 23,2 % weit voran, gefolgt von verschiedenen Entwendungsdelikten (in Summe 11,3 %) und Fahrzeugdelikten (in Summe 8,9 %). Dies entspricht verglichen mit der weiteren Umgebung zwar einer durchschnittlichen und zu den vorhergehenden Jahren gleichbleibenden Kriminalitätsrate, doch die Meinungen über die Sicherheit in dieser Gegend sind geteilt. Allgemein aber wird die im Westen des Viertels befindliche White City Estate als der schlechtere Teil von White City empfunden und dem heutigen „reichen“ Osten mit Fernsehstudios, teuren Wohnungen, elegantem Einkaufszentrum und mittlerweile auch Universitätscampus gegenübergestellt.

### Wood Lane Estate
Die Wood Lane-Siedlung ist eine kleine, südöstlich der White City Estate gelegene Wohnsiedlung zwischen South Africa Road im Westen und der Wood Lane im Osten und zählt ebenfalls zum städtischen sozialen Wohnbau. Dort erinnern noch die Namen dreier kleiner Wohnstraßen an die Entstehung des Stadtviertels: White City Road, White City Close und Exhibition Close. Die White City Road existierte schon zur Zeit des Bestehens des Ausstellungsgeländes und führte unter anderem um die südliche Rundung des White-City-Stadions. Der Abschnitt mit dem gekrümmten Verlauf ist noch heute vorhanden und deutet damit auf die Lage des ehemaligen Stadions hin.
1996 wurde durch die städtische Bezirksverwaltung (Hammersmith & Fulham Council) die Wood Lane Conservation Area definiert. Dabei handelt es sich um einen Entwurf, der – in Hinblick auf die geplante städtebauliche Entwicklung von White City – bestimmte Gebiete um die Wood Lane – ähnlich dem Denkmalschutz von einzelnen Bauwerken – vor zerstörerischen Eingriffen in die Stadtlandschaft schützen soll. Die Gebäude um die White City Close, die zwischen 1975 und 1978 entstanden, wurden darin aus architektonischer Sicht (aufeinander abgestimmte Baudetails, zusammen mit den baulichen Begrenzungen der Grundstücke landschaftsarchitektonisches Ensemble) als schützenswert eingestuft.
In der Wood Lane Estate gibt es – gleich wie in der großen White City Estate – ein Bewohnerzentrum.

### Loftus Road Stadium

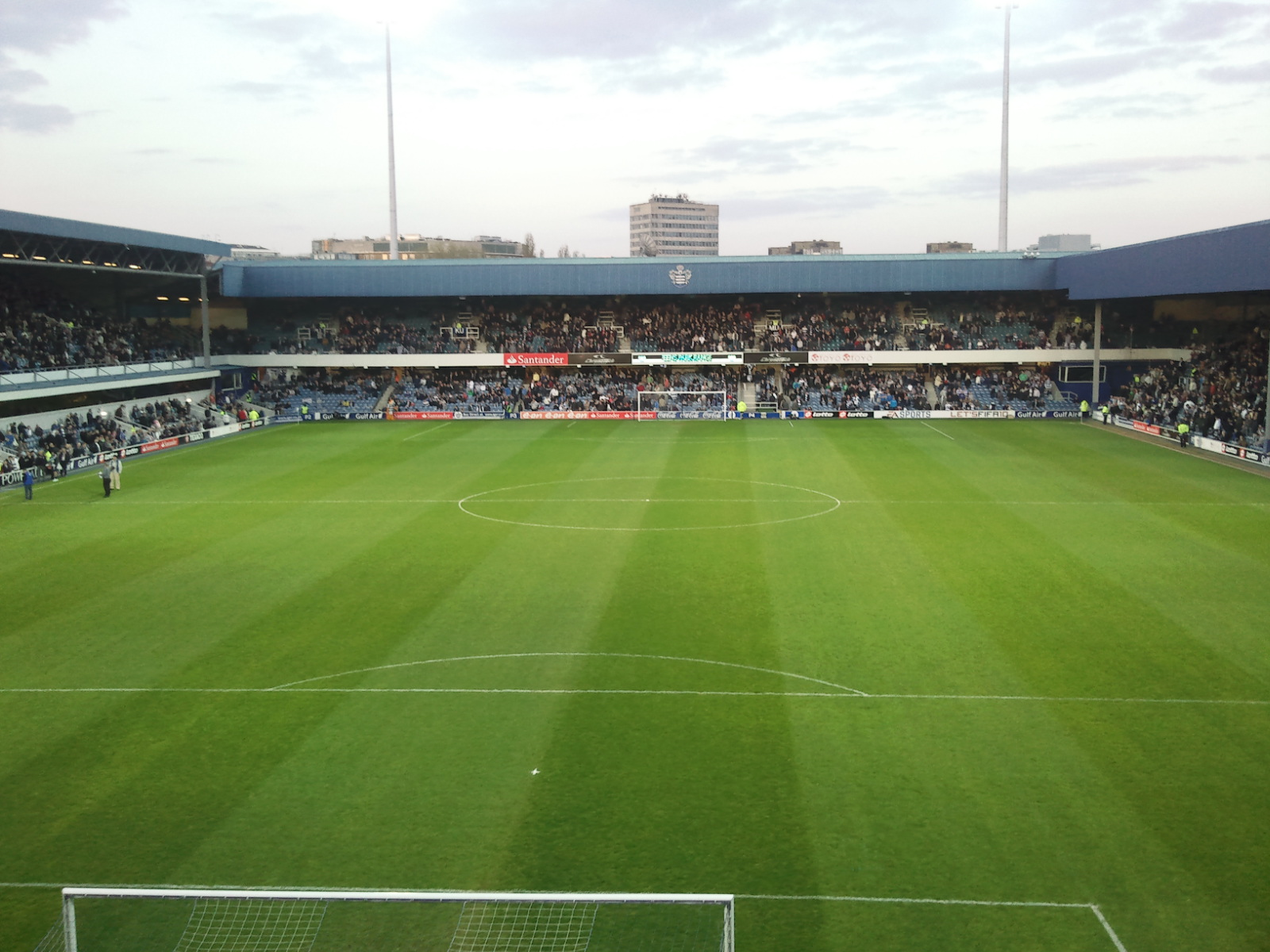
Das Loftus-Road-Stadion

Das Loftus-Road-Stadion – kurz auch einfach Loftus Road, benannt nach dieser anliegenden Straße – befindet sich unmittelbar südlich der White-City-Wohnsiedlung und ist das Heimstadion des Fußballklubs Queens Park Rangers. Es ging schon vor dem White-City-Stadion 1904 in Betrieb, konnte aber allein schon mit seiner damaligen Kapazität von 2950 Personen keinesfalls olympischen Anforderungen entsprechen. Bis zum Ersten Weltkrieg war dort der lokale Shepherd’s Bush F. C. beheimatet, der während des Kriegs aufgelöst wurde. Seit 1917 sind die Queens Park Rangers hier zuhause – mit Ausnahme von zwei Saisonen zwischen 1931 und 1933, während der sie in das White-City-Stadion übersiedelten, aber von wo sie sich aus Kostengründen danach wieder zurückzogen. Das Loftus-Road-Stadion wurde im Laufe der Zeit mehrfach umgebaut und erweitert und hat heute ein Fassungsvermögen von knapp 18.500 Personen.

### Hammersmith Park

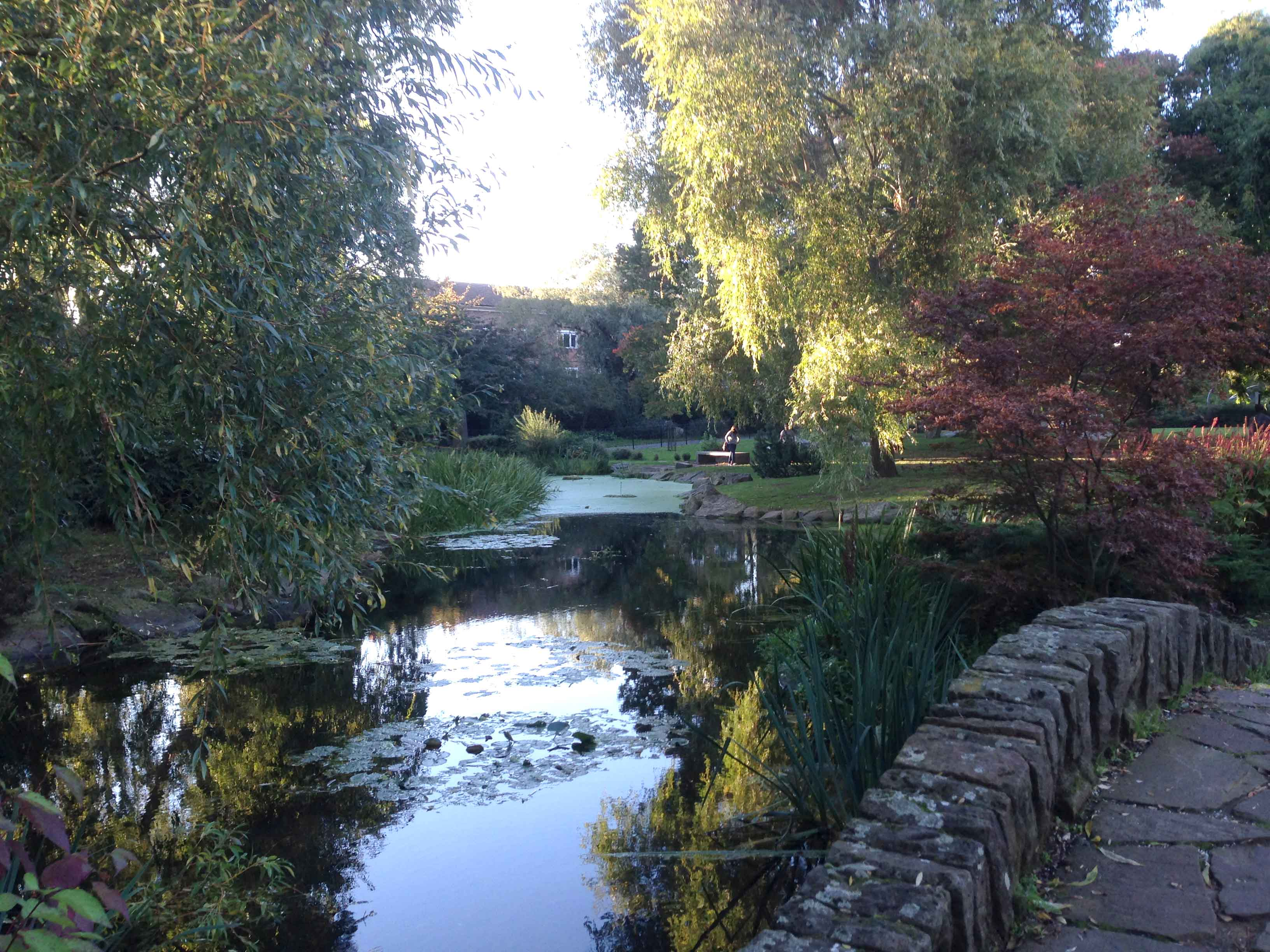
Im Hammersmith Park

Der Hammersmith Park trennt den südöstlichen Teil der White City Estate vom Bereich des BBC Television Centre. Die Anlage entstand an der Stelle, wo für die Japan-British Exhibition 1910 ein Japanischer Garten angelegt worden war. Er existiert noch heute in umgestalteter Form.
Der Park wurde in den 1950er-Jahren eingerichtet. 1954 wurden Tennisplätze und ein Kinderspielplatz angelegt, den restlichen Teil hat man 1955 freigegeben. Der Japanische Garten war lange Zeit in schlechtem Zustand und wurde 2010 renoviert. Es handelt sich dabei vermutlich um den ältesten, öffentlich zugänglichen Japanischen Garten in Großbritannien.
Im Park befinden sich heute neben Tennis- und Kinderspielplatz auch ein Fußball- und ein Basketballplatz. Wie auf den Britischen Inseln bei Parkanlagen üblich, ist auch der Hammersmith Park, der vom Hammersmith & Fulham Council instand gehalten wird, umzäunt und nachts geschlossen.

### Territorial Army Centre
In der South Africa Road, zwischen der Wood Lane Estate, der White City Estate und dem Hammersmith Park gelegen, befindet sich mit dem Territorial Army Centre eine Kaserne der Reservearmee. Der Posten ist einer der drei in London gelegenen Stützpunkte des 4. Bataillons der britischen Fallschirmtruppen, B Company (Greater London), das in seiner jetzigen Form 1967 gegründet wurde.

### Die BBC in White City
Der hinsichtlich seiner Ost-West-Ausdehnung mittlere Teil von White City war in der zweiten Hälfte des 20. Jahrhunderts ein Zentrum der BBC. Bereits wenige Jahre nach dem Zweiten Weltkrieg fiel der Entschluss zur Nutzung des Geländes, auf dem zuletzt zwei Medienzentren standen. 2013 zog sich das Unternehmen weitgehend zurück, und ein großer Teil der Gebäude wurde in den Folgejahren im Rahmen des Stadtentwicklungsplans für White City für andere Unternehmen teils aufwendig adaptiert, teils abgerissen und durch andere Bauten ersetzt.

#### BBC Television Centre

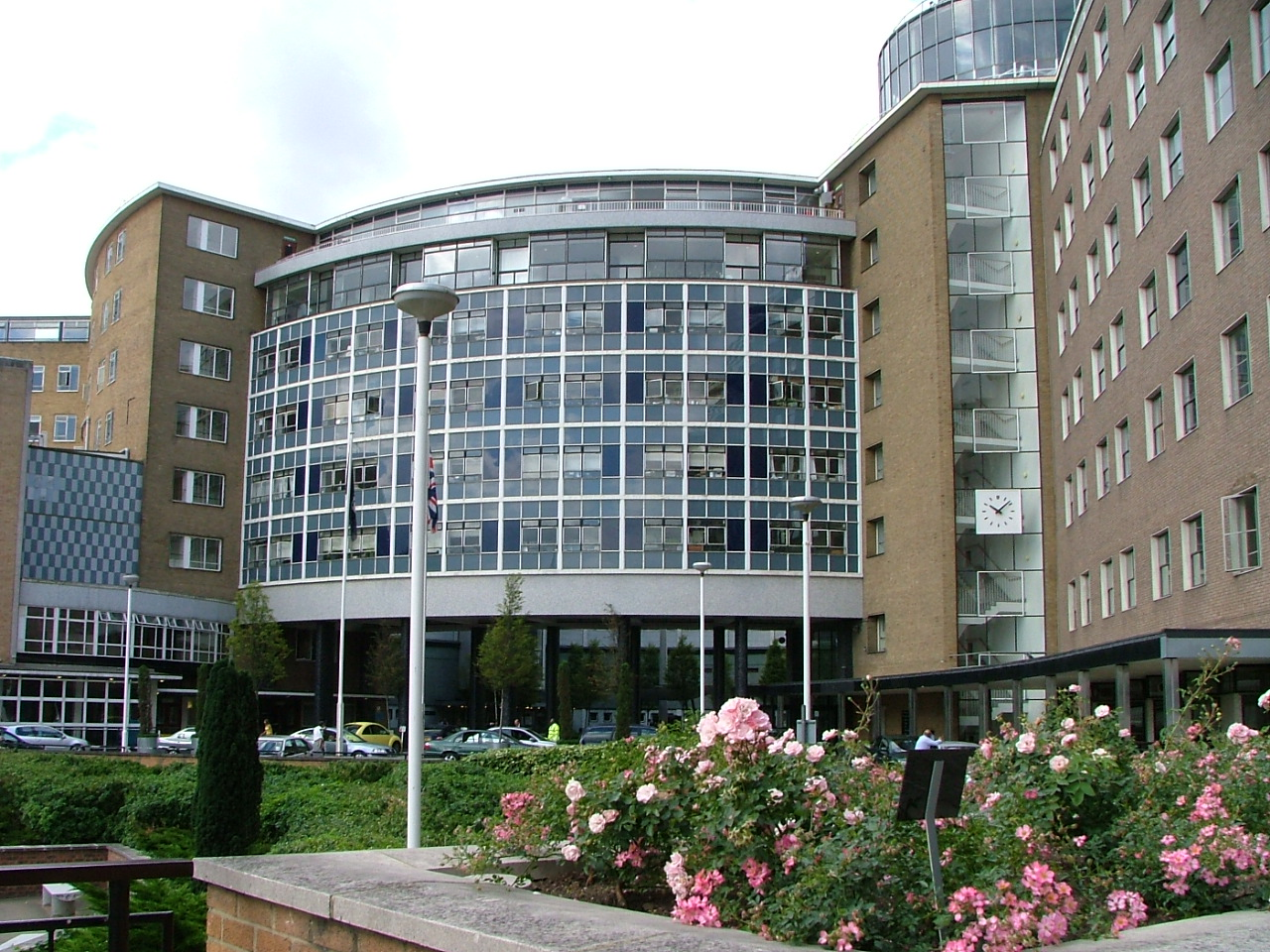
Ansicht eines zentralen Teils des Television Centre von der Wood Lane (2005)

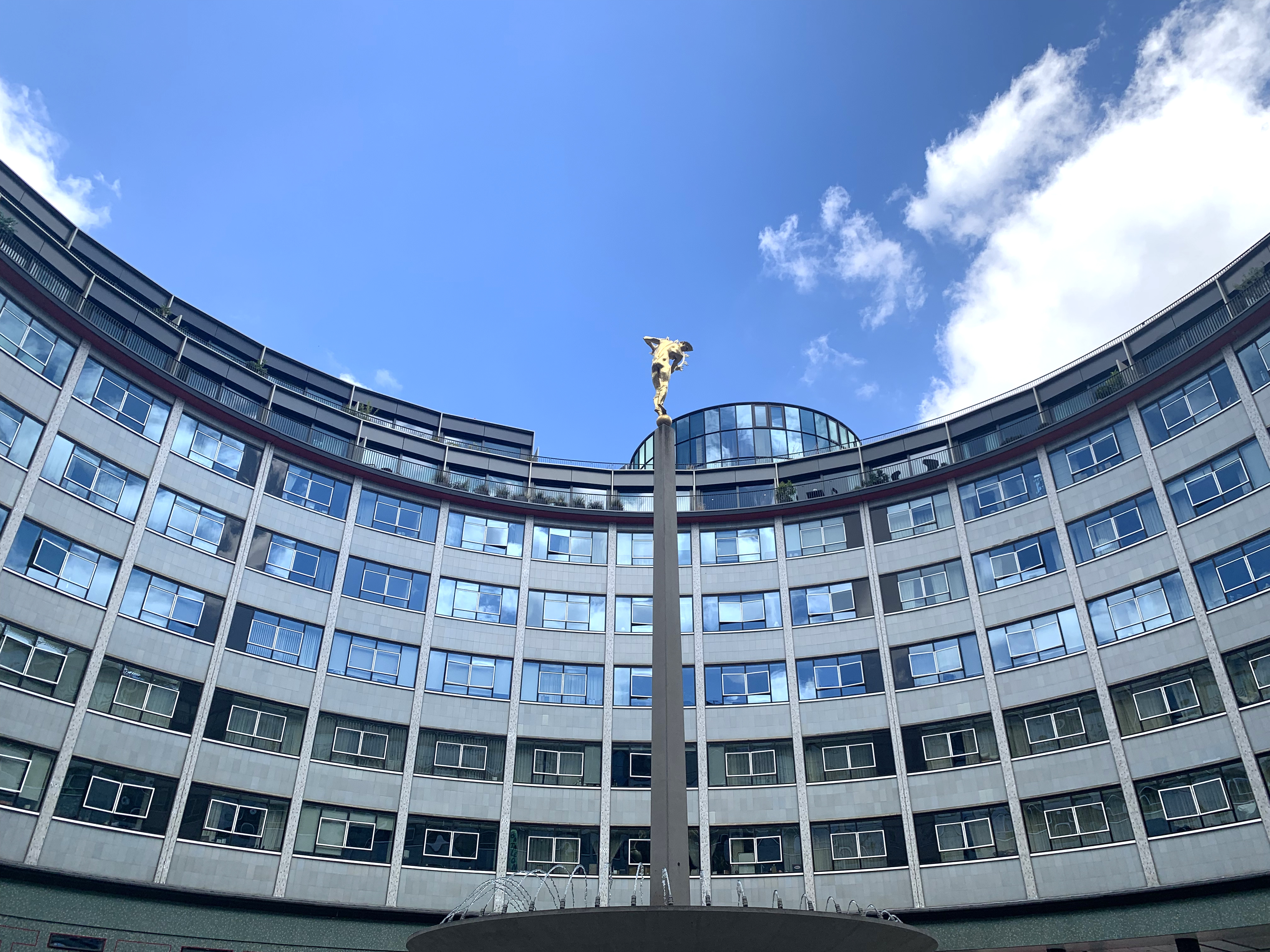
Das umgebaute Doughnut- und nunmehrige Helios-Gebäude mit der Statue des Sonnengottes (2022)

1949 wurden Pläne veröffentlicht, dass auf einem Teil des ehemaligen Ausstellungsgeländes ein Fernsehzentrum der britischen Rundfunk- und Fernsehanstalt BBC errichtet werden solle. Auf einem geplanten 2,4 ha, letztlich aber mehr als doppelt so großen Areal zwischen Hammersmith Park und der Wood Lane wurden zu diesem Zweck acht Fernseh-Produktionsstudios mit dazugehörigen Räumlichkeiten und Einrichtungen wie Garderoben, Kostüm- und Maskenabteilung, Werkstätten zur Bühnenbildgestaltung, Verwaltungs- und Betriebsräume etc. errichtet. Das Fernsehzentrum war das erste eigens für TV-Produktionen konzipierte Baukomplex weltweit und ging Ende Juni 1960 in Betrieb. Die Studios waren unter anderem Drehort für zahlreiche beliebte Sendereihen wie Monty Python’s Flying Circus und Fawlty Towers.
Im Zuge des Entwicklungsplans für White City wurde das TV-Zentrum 2012 um rund 200 Mio. Pfund an ein Investoren-Konsortium um den Großinvestor Stanhope verkauft und 2013 geräumt. Die Studios 1 bis 3 blieben nach Adaptierungen und Umbauten erhalten, die mittels 15 bis 25 Jahre laufender Leasing-Verträge zurückgekauft werden und 2017 von BBC Studioworks, einer Tochtergesellschaft der BBC, gemeinsam mit dem Fernsehsender ITV wieder bezogen wurden. Bereits 2015 hatte darin BBC Worldwide Quartier genommen, ein auf Gewinn ausgerichtetes Tochterunternehmen der BBC, das Produktionen der Fernsehanstalt ins Ausland verkauft.
Auf dem zentralen Geländeteil im sogenannten Doughnut building und in dem um 2015 neu errichteten umgebenden Rundgebäude Crescent sind 950 Wohnungen im Stadium der Fertigstellung (April 2018). Zudem werden hier Klubräumlichkeiten sowie über zwei Stockwerke ein kleines Luxushotel des exklusiven Klubs Soho House untergebracht sein, dessen Klientel vornehmlich in der Medien-, Kunst- und Modebranche zuhause ist und das klubintern als White City House bezeichnet wird.
Mit Ausnahme der drei Studiogebäude samt Eingangslobby und dem Doughnut building wurden die restlichen alten BBC-Gebäude abgetragen, und auf dem Gelände sind insgesamt über 1400 Wohneinheiten im Entstehen, die unter der Bezeichnung White City Living zum Kauf angeboten werden.
Die Kosten für die Neugestaltung des Television Centre wurden 2014 vor Umbaubeginn unterschiedlich mit 500 Mio. Pfund
und mit 1 Mrd. Pfund
angegeben. Seine offizielle Wiedereröffnung wurde Mitte April 2018 mit einem mehrtägigen Fest mit einem Programm für das allgemeine Publikum zelebriert.

#### White City One / BBC Media Village / White City Place

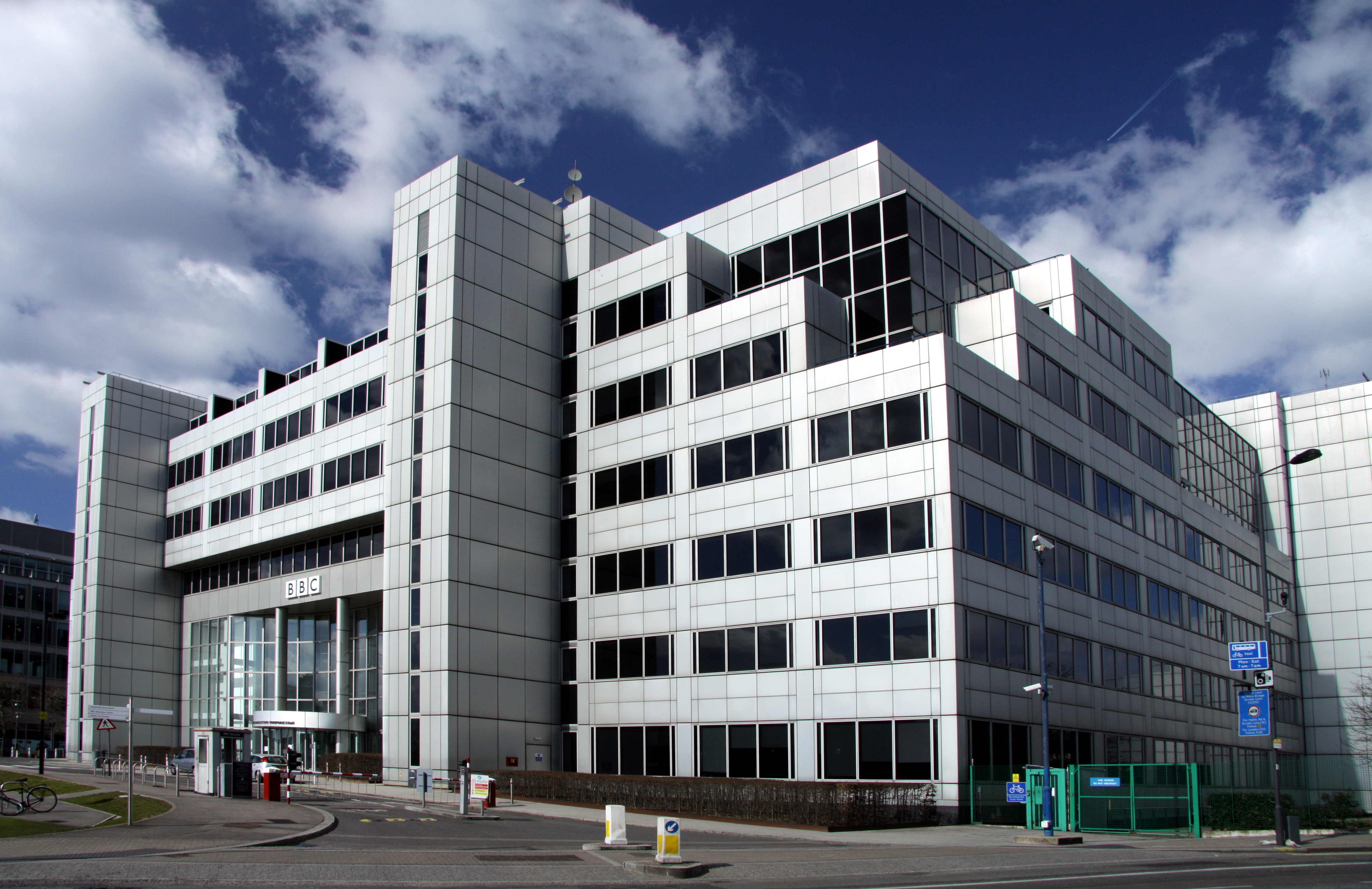
Das BBC White City (2013), auch White City One genannt, der erste Gebäudekomplex des BBC Media Village

Ab den 1980er Jahren war zusätzlich zum Television Centre Bedarf an weiteren Räumlichkeiten, sodass man auch das – im Norden des jetzigen Stadtviertels gelegene – Gelände um das noch immer in Verwendung befindliche White-City-Stadion ankaufte. Ab Ende September 1984 wurde das Stadion abgerissen, und an seiner Stelle entstand der Gebäudekomplex BBC White City, der 1990 eröffnet wurde. Das sechsgeschossige Bauwerk mit fast 27.000 m² Bürofläche wurde vom Architektenbüro Scott Brownrigg Turner entworfen und war ursprünglich für BBC Radio vorgesehen, beherbergte letztlich aber andere Einrichtungen der Sendeanstalt. Über das Gebäude, das später auch White City One bezeichnet wurde, wird im Nachhinein seitens des Haustechnikleiters geurteilt:

„It’s funny thing but most staff disliked the White City building for one reason or another. To be fair to it though, the building did have a unique character, and was flexible enough to accommodate any new departments at short notice – achieved simply and quickly by putting up a few glass partition panels and rearranging furniture, at minimum cost. —
 (Es ist komisch, aber der Großteil der Belegschaft mochte das White City-Gebäude aus dem einen oder anderen Grund nicht. Doch um ehrlich zu sein, das Bauwerk hatte schon einen ganz eigenen Charakter, und es war so flexibel eingerichtet, dass man kurzfristig jegliche neue Abteilung unterbringen konnte – mit minimalen Kosten, indem man rasch einfach ein paar Glaswände aufstellte und Mobiliar verrückte.“

Dem White City One folgten in einer Erweiterung von 2001 bis 2004 weitere fünf Häuser namens Media Centre, Broadcast Centre, Energy Centre, Garden House und Lighthouse.
Im Broadcast Centre war man für die Ausspielung der Filmproduktionen zuständig und das Media Centre beherbergte unter anderem von 2008 bis 2015 das Tochterunternehmen BBC Worldwide. Das Energy Centre regelte die Infrastruktur des gesamten Geländes (Strom, Heizung und Lüftung etc.), in ihm waren aber auch andere Einrichtungen, unter anderem ein Aufnahmestudio, untergebracht. Die beiden restlichen Häuser wurden an andere Medienunternehmen vermietet, die der BBC zuarbeiteten. Zum neuen BBC-Zentrum gehörten auch mehrere Läden, eine Cafeteria und eine Weinbar sowie ein Postamt. Die ganze Erweiterung wurde in der Abwicklung als White City 2 gehandelt.

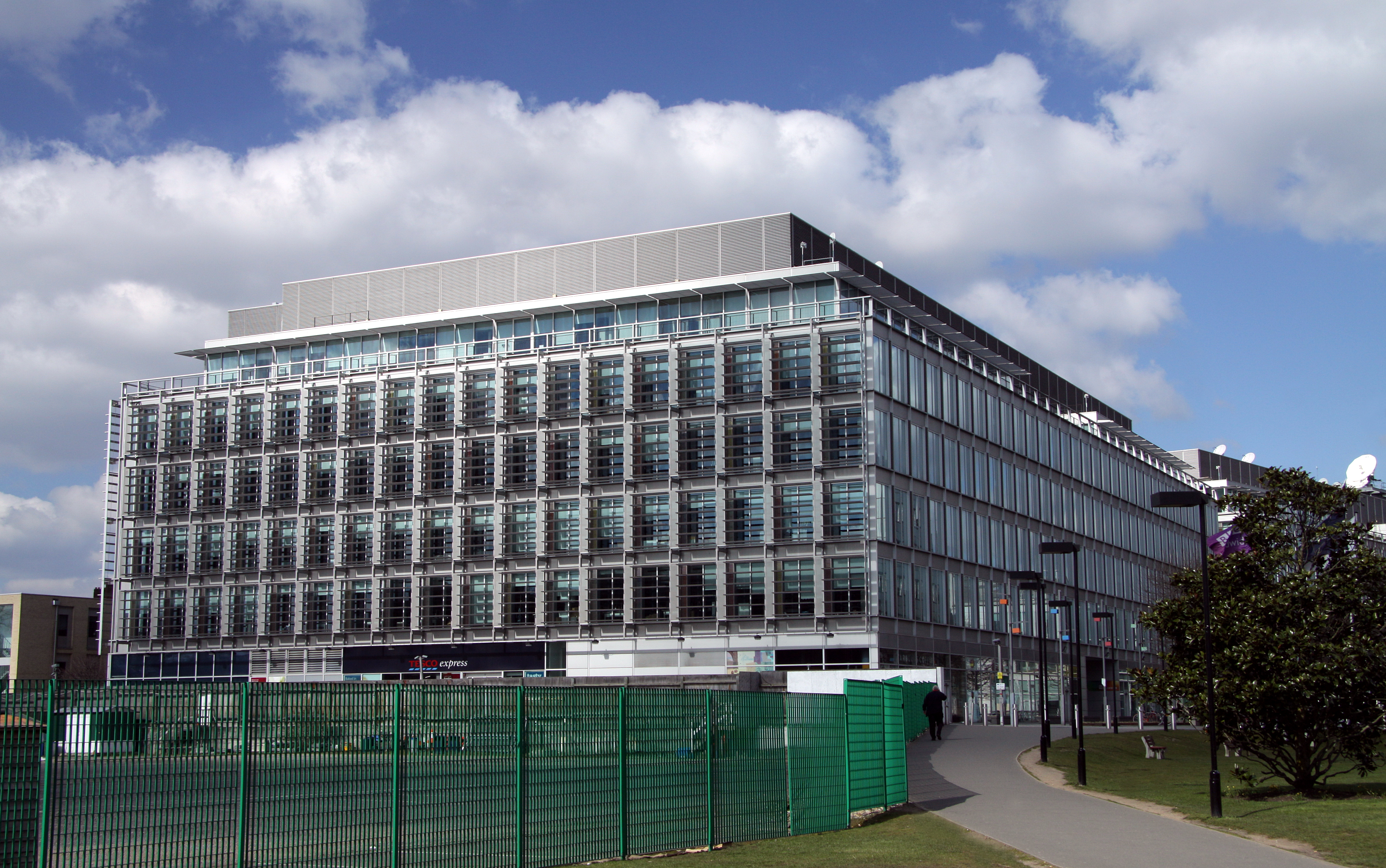
Der Gebäudekomplex Media Centre (2013)

Die Bauarbeiten für das neue Zentrum, gestaltet vom Architektenbüro Allies and Morrison, begannen am 10. September 2001 und dauerten gut zweieinhalb Jahre; zu Spitzenzeiten waren 2500 Personen auf der Baustelle beschäftigt. Die verbaute Fläche beträgt 6,9 ha, und für den Bau wurden 60.000 Kubikmeter Erde bewegt und ebenso viel Beton verbaut; die Gebäudefundamente ruhen auf 1200 Pfeilern. Für die gesamte Anlage wurden rund 480 km Stromkabel und an die 2900 km Datenkabel verlegt. Das ganze Bauensemble wurde unter der Bezeichnung BBC Media Village am 12. Mai 2004 eröffnet. Die Baukosten beliefen sich auf rund 210 Mio. Pfund.
Das Areal war im Gegensatz zum älteren Television Centre für die Allgemeinheit zugänglich. Der Bewohnerschaft des Stadtviertels wurde anlässlich der Einweihung bis zum September des Jahres das White City Festival geboten, das Konzerte, Straßentheater und Übertragungen von Sportveranstaltungen auf Großleinwänden umfasste.
Als siebentes Gebäude auf dem Gelände war ursprünglich ein Musikhaus namens Music Box vorgesehen. Es sollte die Heimstätte des BBC Symphony Orchestra und aller anderen musikalischen Ensembles der BBC werden und neben Proberäumen auch Studios für Live-Konzerte mit Publikum für bis zu 600 Personen beinhalten.
Das geschätzt 22 Mio. Pfund teure Bauobjekt hätte laut Plan 2006 eröffnet werden sollen, der Bau wurde aber verschoben und letztlich 2008 endgültig gestrichen.
Bereits 2006 war in einem parlamentarischen Bericht des britischen Unterhauses kritisiert worden, dass die Baukosten der gesamten White City 2-Erweiterung mit 210 Mio. Pfund um 31 Millionen höher waren als geplant und zusätzliche knapp 61 Mio. Pfund für technische Ausrüstung und Einrichtungsgegenstände ausgegeben wurden. Zudem waren die Gebäude bis zum Zeitpunkt des Berichts teilweise ungenutzt geblieben. Des Weiteren wurde zu Jahresbeginn 2015 die BBC seitens des National Audit Office, einer unabhängigen parlamentarischen Rechnungsprüfungsstelle, gemaßregelt, weil das im Zentrum Londons neu errichtete Broadcast Centre weit über Gebühr Kosten verschlang und weil die BBC anderes ineffizientes Wirtschaften betrieb.
So standen beispielsweise zum damaligen Zeitpunkt 10 % der Nutzflächen in allen von der BBC genutzten Gebäuden leer.
Doch schon zuvor wurde als Einsparungsmaßnahme beschlossen, neben dem Television Centre, das bereits 2012 verkauft worden war, auch das Media Village zu veräußern, was an die 87 Mio. Pfund einbrachte. Außerdem spare man damit 33 Mio. Pfund an jährlichen Betriebskosten.
Nach dem teilweisen Abzug der BBC aus White City im Jahr 2013 wurden drei der sechs Bauwerke von den Immobilien-Investoren Stanhope sowie Mitsui Fudōsan und AIMCo einem Umbau in unterschiedlichem Ausmaß unterzogen. Das Areal firmiert seither als White City Place; der White City One-Gebäudekomplex wurde in Westworks umbenannt und das Media Centre heißt nun Mediaworks. In ihnen sind nun verschiedene Unternehmen aus dem Kreativsektor anzutreffen, also Firmen aus Werbung, der Film- und Fernsehbranche, aus den Bereichen Mode, Kunst, Design, Forschung und Entwicklung und dergleichen mehr. Die BBC bleibt weiterhin in drei der Gebäude – im Broadcast Centre, im Energy Centre und im Lighthouse – vertreten und beschäftigt dort neben den etwa 1200 Angestellten im renovierten Television Centre weitere rund 3000 Personen. Das Garden House letztlich dient nach Fertigstellung der Umbauarbeiten als Heimstätte für zwei Institute der Kunst- und Design-Hochschule Royal College of Art. Ergänzt wird das Geschäftsviertel um Läden und Gastronomiebetriebe.
Im Jahr 2021 schloss die ITV plc einen Mietvertrag über dreizehn Jahre mit der BBC, um ihren Hauptsitz in das Broadcast Centre zu verlegen. Der tatsächliche Umzug erfolgte im Jahr 2022.

### Westfield London

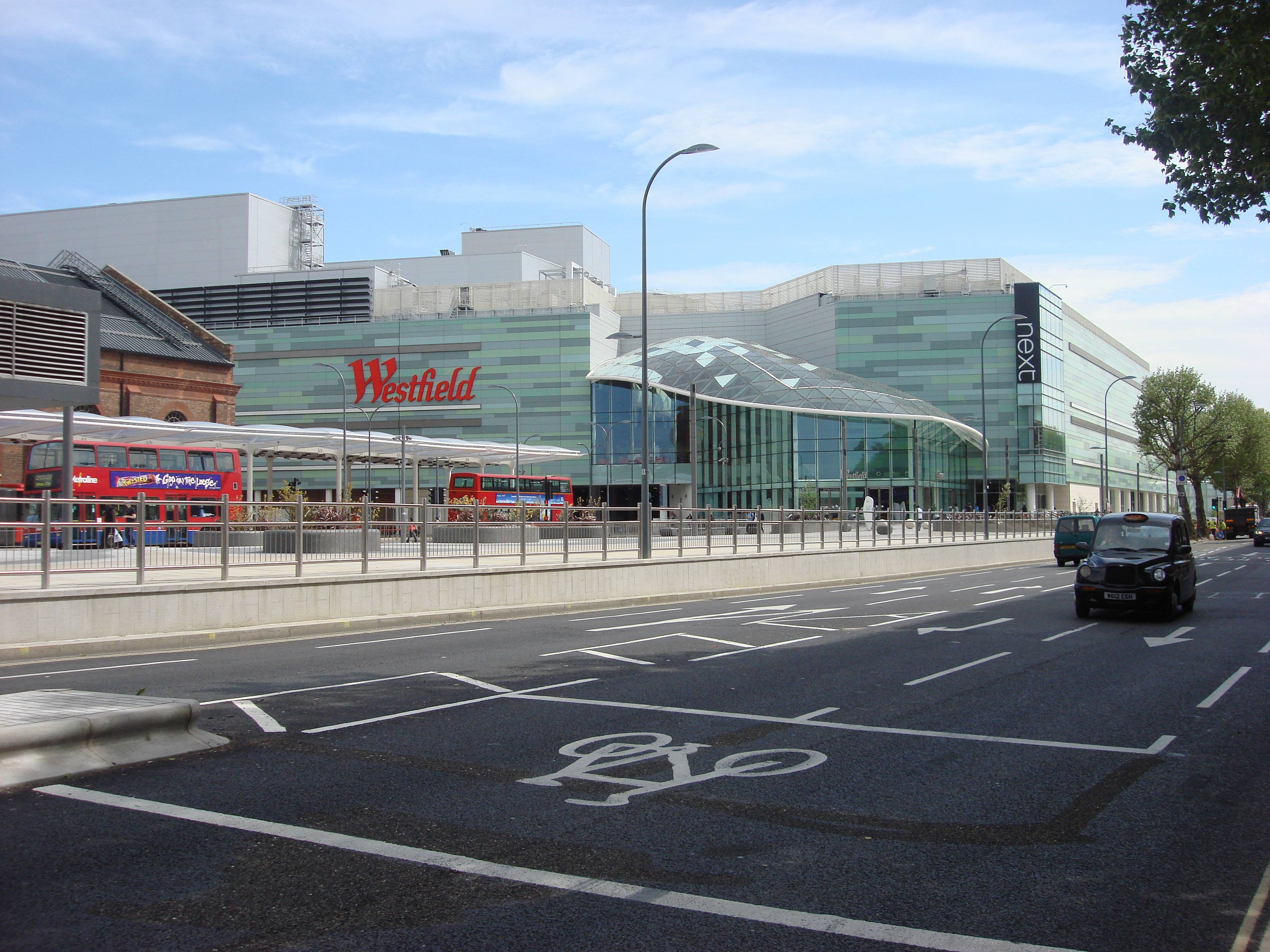
Das Westfield London 2009 von der Wood Lane gesehen

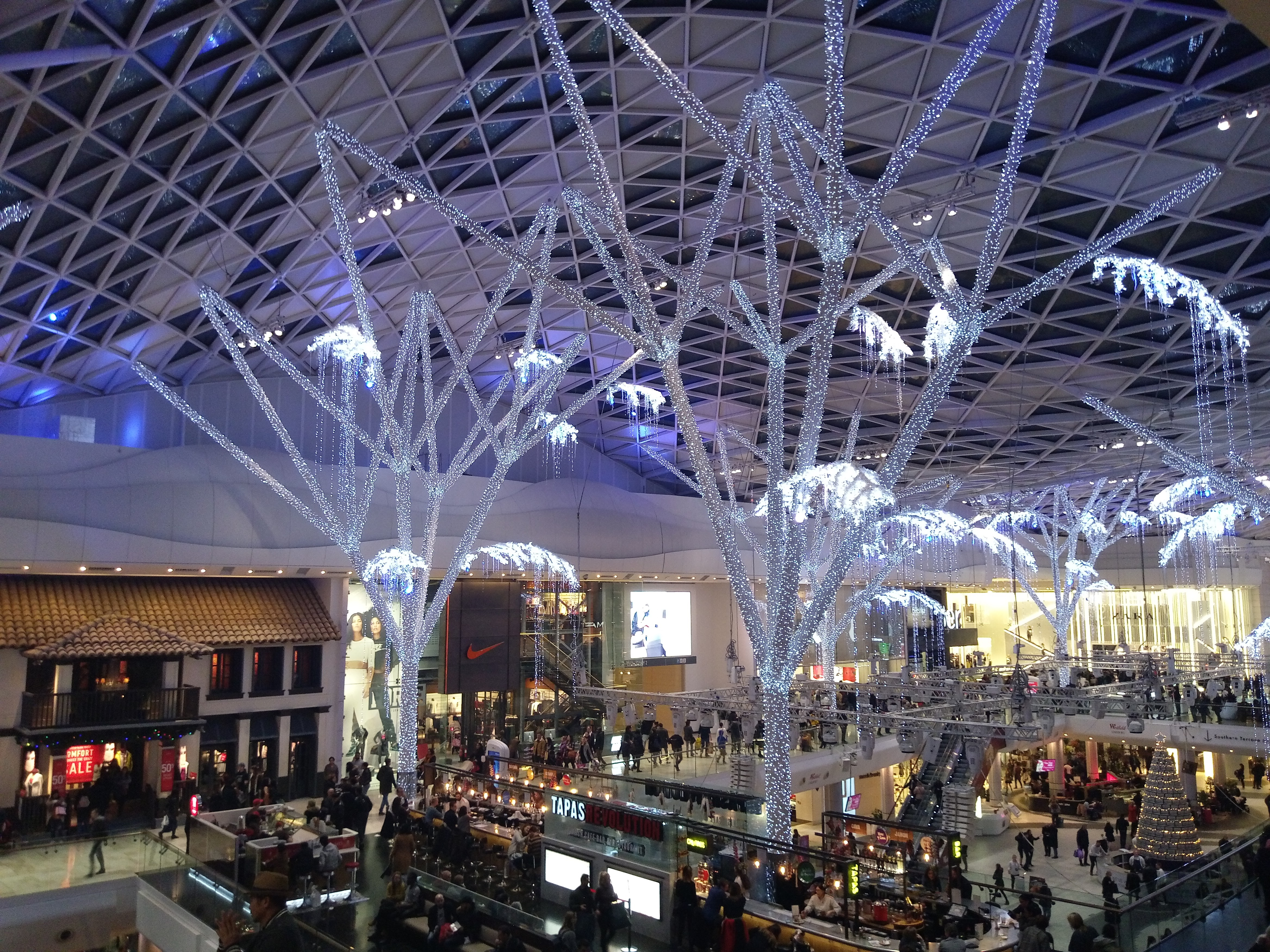
Innenbereich mit Weihnachtsdekoration (2017)

Im Rahmen der Neugestaltung von White City plante man bereits Mitte der 1990er Jahre im Südosten des Stadtviertels ein großes Einkaufszentrum, das von der australischen Westfield Group und der deutschen Commerz Real AG finanziert und errichtet und letztlich unter der Bezeichnung Westfield London am 30. Oktober 2008 eröffnet wurde. Die Errichtungskosten beliefen sich auf 1,7 Mrd. Pfund. Mit 150.000 m² Verkaufsfläche, 280 Läden, knapp 50 gastronomischen Einrichtungen und 4500 Parkplätzen
wurde es zum größten Shopping Center Londons und dem zweitgrößten des Vereinigten Königreichs. Im Februar 2010 eröffnete Vue Entertainment darin ein Kino mit 14 Sälen und einer Kapazität von knapp 3000 Sitzplätzen,
und vom Unternehmen Kidzania ging 2013 ein Kinder-Themenpark in Betrieb, in dem Vier- bis Vierzehnjährige in Rollenspielen die Berufswelt der Erwachsenen simulieren.
Kennzeichnend für Westfield London ist zum einen die Präsenz führender Warenhäuser an einem Platz und zum anderen ein konzentriertes Angebot an Läden der Luxusklasse internationaler Marken. Trotz der zur Zeit der Eröffnung bereits ausgebrochenen Wirtschaftskrise konnte sich das Unternehmen glanzvoll behaupten. Als ein wesentlicher Faktor des Gelingens wird die Verkehrsanbindung gesehen. Rund 80 % der Besucher reisen mit öffentlichen Verkehrsmitteln an. Mit dem Bau des Einkaufszentrums ging daher eine Umstrukturierung des lokalen Personennahverkehrs (siehe Abschnitt Verkehr) einher. Zudem steht das Einkaufszentrum unweit der wohlhabenden Londoner Gegenden Kensington, Holland Park und Notting Hill.
Nach zehn Jahren des Betriebs wurde 2018 in drei Schritten eine Erweiterung des Einkaufszentrums vorgenommen, der erste Teil ging am 20. März des Jahres in Betrieb, der letzte Teil soll am 30. Oktober exakt zehn Jahre nach Neueröffnung des Shopping Centers folgen. Die Erweiterung umfasst über 90 zusätzliche Läden, Gastronomiebetriebe und Freizeiteinrichtungen sowie weitere 1000 Parkplätze, womit das Gelände mit rund 241.500 m² Geschäftsfläche und 450 Geschäftseinrichtungen zum größten Einkaufszentrum Europas wurde. Die Kosten für die Erweiterung werden mit etwa 600 Mio. Pfund angegeben. Nach der letzten Phase der Erweiterung sollen im Einkaufszentrum insgesamt an die 20.000 Personen beschäftigt sein.
Zusätzlich zu den Verkaufseinrichtungen beteiligt sich Westfield London im Rahmen der letzten Erweiterung am Bau der geplanten Wohnprojekte in White City und übernimmt die Kosten für 1500 Wohnungen auf dem benachbarten Gelände, die sukzessive in den kommenden Jahren errichtet werden sollen. Die ersten knapp 90 davon wurden im Sommer 2018 fertiggestellt. Insgesamt sollen 142 Wohnungen rund 25 % unter dem Marktpreis an die örtliche Bewohnerschaft verkauft und die restlichen als Investitionsobjekte gehandelt werden.
Das Einkaufszentrum ist 2018 – gemeinsam mit dem Westfield Stratford City im Stadtteil Stratford – von Westfield um 18,5 Mrd. Pfund an das französische Unternehmen Unibail-Rodamco verkauft worden, was zur Umbenennung der Investmentgruppe in Unibail-Rodamco-Westfield führte.

### Dimco Buildings

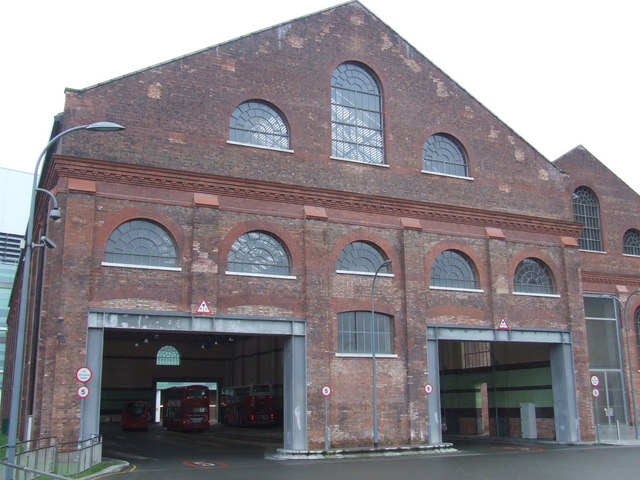
Die Dimco Buildings (2011)

Die Dimco Buildings (da zusammengehörig auch im Singular Dimco Building) sind zwei aneinander angrenzende Gebäude östlich der Wood Lane, die ehemals für die Central London Railway, der heutigen Central Line, als Elektrizitätswerk und Heizhaus dienten.
Es handelte sich dabei um die erste Stromerzeugungsanlage dieser Art in Europa. Die beiden Bauten wurden vom Architekten Harry Bell Measures (1862–1940) entworfen und 1898/99 errichtet, die Bahnlinie wurde 1900 eröffnet. Die Gebäude befanden sich am Gelände des Depots der Central London Railway und waren bis 1928 in Betrieb. Danach wurden sie von der Maschinenfabrik Dimco als Fabrikhalle genutzt. Zur Zeit dieses Wechsels wurden auch die zuvor bestehenden Schlote abgerissen. Nach Abzug der Firma begannen die Bauwerke zu verwahrlosen. In den 1980er Jahren waren die Dimco Buildings ein Drehort für den 1988 angelaufenen Film Falsches Spiel mit Roger Rabbit. Im selben Jahr wurden die Dimco Buildings unter Denkmalschutz gestellt.
Im Zuge des Umbaus von White City gab es verschiedene Pläne, die Gebäude in neue Bauten zu integrieren. Letztlich entschied man sich, sie frei stehen zu lassen. In der Folge wurden zwei Jahre dauernde, ins Detail gehende Restaurierungsarbeiten vorgenommen, und die beiden Bauwerke sind nun Teil des neuen, hier entstandenen Busbahnhofs und dienen als Depot. Neuere Pläne besagen, dass die Gebäude seitens des Westfield Einkaufszentrums adaptiert und für öffentliche Veranstaltungen mit einem Publikum bis zu 1500 Personen genutzt werden sollen.

## Verkehr

### Schienenverkehr

Schienenverkehrsplan des Distrikts Shepherd’s Bush seit 1864

#### West London Line und Bahnhof Uxbridge Road
Als erste Bahnstrecke im Bereich von White City wurde am 27. Mai 1844 die West London Railway eröffnet, eine besonders in Hinblick auf den Gütertransport errichtete Nord-Süd-Verbindungsbahn, deren Verlauf der nunmehrigen West London Line entspricht. Die Strecke, auch West London Junction Railway genannt, wurde parallel zur Wood Lane und rund 300 m östlich von ihr angelegt. Sie bildet nun – zusammen mit der unmittelbar neben ihr später gebauten Autostraße West Cross Route – die östliche Begrenzung von White City hin zur Gegend um Notting Hill und Holland Park. Im Bereich des heutigen White City gab es eine Haltestelle. Die Bahnstrecke war von Beginn an so defizitär, dass sie sechs Monate nach Eröffnung mit Ende November 1844 wieder eingestellt wurde. Eine erneute Inbetriebnahme erfolgte 1863 vorerst als reine Güterbahn und die Haltestelle wurde nicht mehr bedient.
Bleibender Personenverkehr auf Schiene kam in den Raum von White City und Shepherd’s Bush insgesamt 1864 mit der Eröffnung der von Osten kommenden Hammersmith & City Railway (der heutigen Hammersmith & City U-Bahn-Linie). Wenige Wochen nach Eröffnung der Bahnstrecke ging von der vorherigen Station Latimer Road eine bis 1940 benutzte und heute nicht mehr existierende Abzweigung zur West London Line in Betrieb, auf der es Personentransport weiter nach Kensington gab. An der Stelle der Einmündung der Zweiglinie in die West London Line, die etwa im Bereich der 1844 errichteten Haltestelle und auf Höhe des heutigen Westfield Einkaufszentrums lag, wurde eine Bahnhaltestelle Shepherd’s Bush eingerichtet. Es ist aber unklar, ob man diese jemals nutzte. Am 1. November 1869 wurde wenig südlich davon der Bahnhof Uxbridge Road eröffnet, am äußersten südöstlichen Ende vom heutigen White City im Kreuzungsbereich von Uxbridge Road und West Cross Route. Gleichzeitig wurde die vorherige Station geschlossen.
Die Bahnstation bestand aus einem Gebäude am südlichen Ende der Bahnsteige quer zu den Geleisen und entlang der Uxbridge Road mit zwei Zugängen zu den beiden Bahnsteigen, die über Stiegen erreichbar waren. Auf jeder Seite gab es ein Gebäude mit Toiletten und Warteraum. Angeschlossen an die Bahnhaltestelle war auch ein Gütermagazin. Zwecks besserem Zugang zur Franco-British Exhibition 1908 wurde am Nordende der Bahnsteige eine Fußgängerbrücke über die Geleise errichtet. Man gelangte damit zu dem an der Uxbridge Road weiter vorne beginnenden Weg zum Ausstellungsgelände. Auch wurde das Empfangsgebäude umgebaut, und es gab nur noch einen Eingang und zu beiden Seiten des Gebäudes Läden.
Im September und Oktober 1940 wurden die Anlagen der Uxbridge Road Station bei kriegerischen Bombenangriffen auf London seitens der Deutschen mehrmals getroffen und stark beschädigt. Die Station wurde daraufhin am 21. Oktober geschlossen und nicht wieder in Betrieb genommen. Gleichwohl erschien sie bis 1947 auf den Karten der Londoner U-Bahnen. Zwei Tage vor Schließung des Bahnhofs war auch die Abzweigung von der Hammersmith & City Railway zur West London Line stillgelegt worden. White City blieb in der Folge auf der West London Line Durchzugsgebiet. Nachdem bereits die Bahnsteige beschädigt und die Fußgängerbrücke zerstört gewesen waren, wurden in den 1950er- oder 1960er-Jahren die Bahnsteige insgesamt abgetragen. Zuletzt riss man im Juli 1968 das Stationsgebäude an der Uxbridge Road ab, um Platz zu schaffen für den Bau des heutigen Kreisverkehrs mit der West Cross Route.

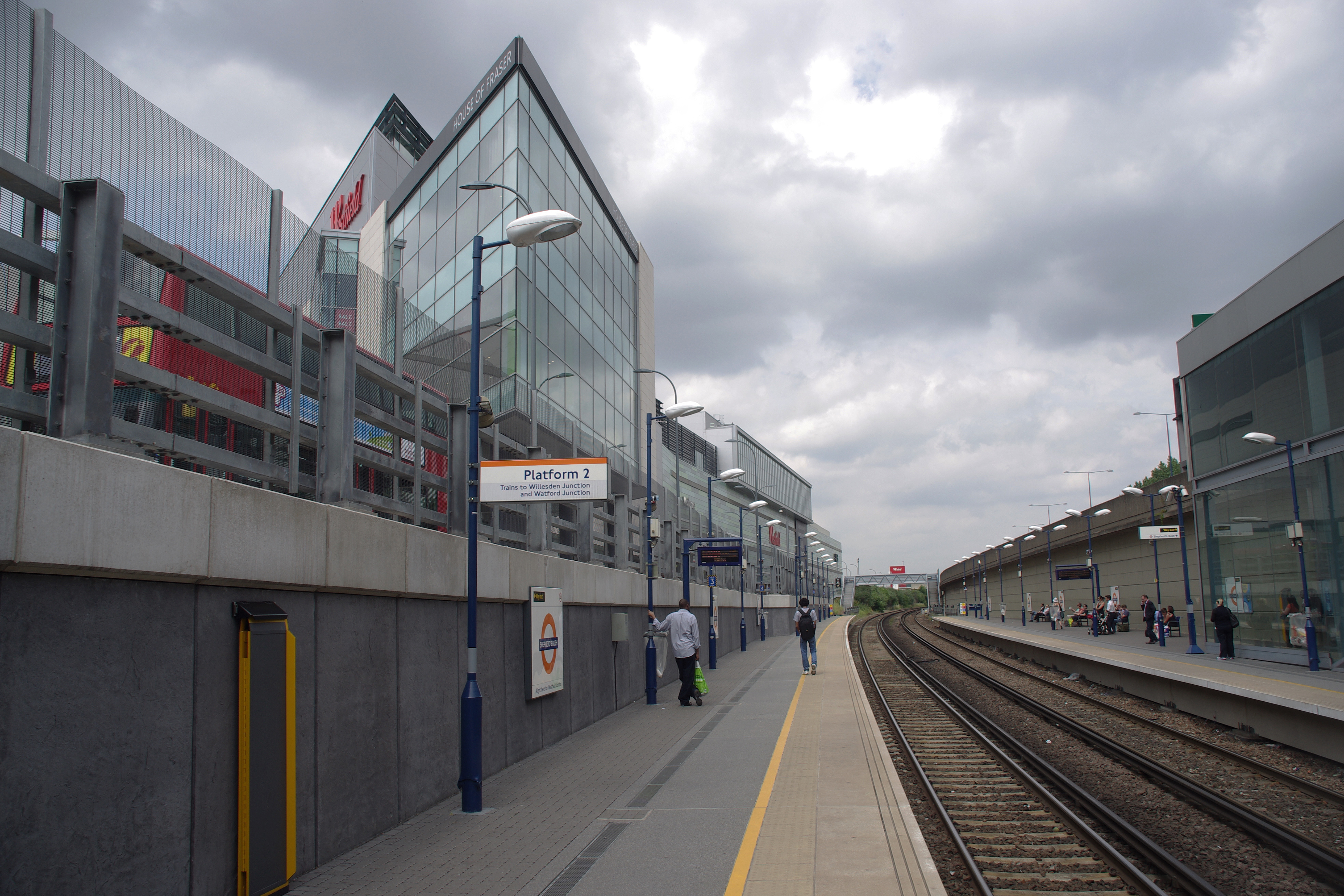
Die Bahnsteige der Station Shepherd’s Bush mit dem angrenzenden Westfield Einkaufszentrum (2010)

Am 28. September 2008 wurde rund hundert Meter nördlich der ehemaligen Uxbridge Road Station der jetzige Bahnhof Shepherd’s Bush eröffnet, der direkten Zugang zum Westfield Einkaufszentrum an dessen Südseite bietet. Die neue Bahnhaltestelle wurde hinsichtlich der Anreise zum Shopping Center auf Betreiben der Westfield Group ab 2005 geplant und errichtet. Der Bau war Teil eines größeren Vorhabens, das auch die Errichtung einer weiteren Bahnhaltestelle und eines Busbahnhofs einschloss. Die Baukosten für die Errichtung der gesamten neuen Verkehrsinfrastruktur werden mit 170 Mio. Pfund beziffert.
Die West London Line wird heute von der London Overground und der Bahngesellschaft Southern befahren.

#### Hammersmith & City Line
Um den in Entwicklung befindlichen Vorort Shepherd’s Bush und das südlich davon gelegene Hammersmith mit öffentlichen Verkehrsmitteln an das Stadtzentrum anschließen, wurde eine weitere Bahnlinie angelegt, die Hammersmith & City Railway, die von der Bahngesellschaft Metropolitan Railway betrieben wurde und Richtung Paddington führte. Die auf das heutige White City von Nordosten zukommende Bahn wurde am 13. Juni 1864 eröffnet. Südlich des jetzigen Stadtviertels gab es die Haltestelle Shepherd’s Bush, die bis 31. März 1914 bestand. Tags darauf wurden dann statt ihrer nördlich eine neue Haltestelle gleichen Namens an der Uxbridge Road und südlich eine weitere Station in Betrieb genommen, die bis heute existieren. 2008, als an der West London Line die Bahnstation Shepherd’s Bush für das Westfield Einkaufszentrum eröffnet wurde, hat man die an der Hammersmith & City Line, um Verwechslungen zu vermeiden, in Shepherd’s Bush Market umbenannt, zumal sie ohnedies diesem Markt nahe gelegen ist.
Für eine möglichst effiziente An- und Abreise zur franko-britischen Ausstellung und zu den Olympischen Spielen zu ermöglichen, wurde im Frühjahr 1908 auf Höhe der Kreuzung mit der Wood Lane, die den Osten von White City in Nord-Süd-Richtung durchquert, die Station Wood Lane (Exhibition) eingerichtet. Sie war ursprünglich nur für die Dauer der Ausstellung vorgesehen, und nachdem man im Frühjahr 1914 die Shepherd’s Bush-Station nach Norden verlegt hatte, lag die Haltestelle nur noch 300 Meter entfernt. Daraufhin wurde sie Ende Oktober des Jahres geschlossen, zumal auch die laufende Anglo-American Exhibition aufgrund des Kriegsausbruchs vorzeitig abgebrochen worden war. Als man nach dem Ersten Weltkrieg das Ausstellungsgelände wieder in Betrieb nahm, wurde die Station im November 1920 für die Dauer von Ausstellungen oder später bei Sportveranstaltungen im Olympiastadion als Bedarfshaltestelle unter der Bezeichnung Wood Lane (White City) wieder geöffnet. Im November 1947 erhielt sie im Zuge von Umstrukturierungen an der Central Line die Bezeichnung White City. Nach einem Brand wurde die Station, die aufgrund ihres ursprünglich provisorischen Charakters vornehmlich nur aus Holz errichtet worden war, am 24. Oktober 1959 endgültig geschlossen, nicht zuletzt weil sie auch verkehrstechnisch nicht mehr notwendig war. Zwei Jahre danach wurden sämtliche Anlagen abgebaut.

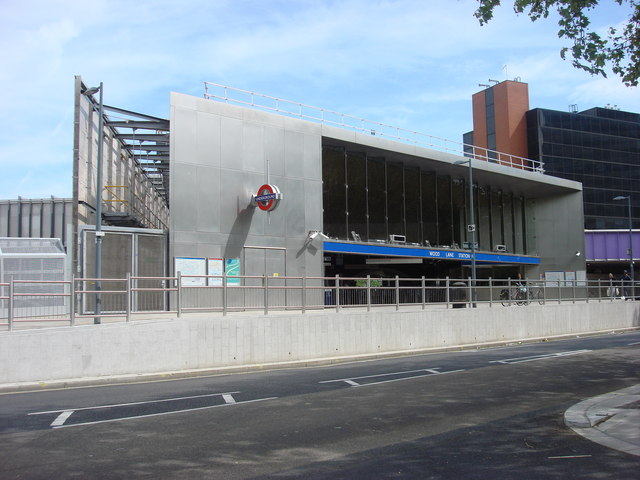
Eingang zur U-Bahn-Station Wood Lane (2009)

Gleichzeitig mit der Errichtung des Westfield Einkaufszentrums in den 2000er Jahren war der Neubau einer zusätzlichen Haltestelle an der Hammersmith & City Line Teil des Nahverkehrskonzepts. Wenige Tage nach Eröffnung des Shepherd’s Bush Bahnhofs an der West London Line wurde dann am 12. Oktober 2008 die neue U-Bahn-Station Wood Lane in Betrieb genommen. Seit 2009 wird der westliche Abschnitt der Hammersmith & City Line zur Verstärkung auch von der Circle Line befahren, die damit auch die Stationen Shepherd’s Bush Market und Wood Lane bedient.
Die Bahnstrecke der seinerzeitigen Hammersmith & City Railway war im damals noch vielfach unbebauten Gelände auf Viadukten errichtet worden. Im Rahmen der Entwicklung von White City werden auch diese restauriert. Im Bereich der Station Wood Lane, wo auch der größere Teil der neuen Wohnungen im Entstehen ist, werden gegenwärtig (2018) 31 Viaduktbögen vom Eigentümer Transport for London für geschäftliche Zwecke umgestaltet. Es sollen darin Läden und gastronomische Betriebe eingerichtet werden.

#### Central Line
Nachdem Ende des 19. Jahrhunderts im Raum Shepherd’s Bush weiterer Aufschwung zu verzeichnen war, wurde 1896 – konzessioniert bereits 1891 – der Bau der zu Beginn von der Central London Railway betriebenen Central Line in Angriff genommen. Die Linie wurde am 27. Juni 1900 eröffnet. Die heute noch existierende U-Bahn-Haltestelle Shepherd’s Bush war die westliche Endstation für den Passagiertransport. Die Geleise führten aber einen kurzen Weg in nördliche Richtung zu einem Depot (Remise) weiter. Der heute als White City Depot bezeichneten Anlage waren ein Elektrizitätswerk und ein Heizhaus für die Bahn angeschlossen.

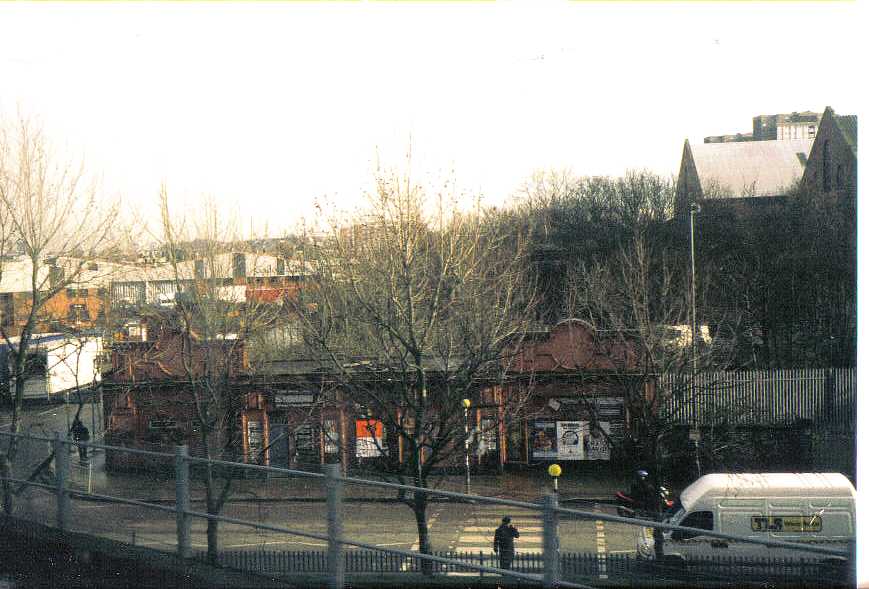
Das verfallene Gebäude der Haltestelle Wood Lane im Jahr 2001

Anlässlich der franko-britischen Ausstellung und der Olympischen Spiele 1908 hat man die Depotgeleise genutzt und an ihrem Nordende hinter dem Depot die – wie bei derjenigen an der Hammersmith & City Railway nur provisorisch vorgesehene – Haltestelle Wood Lane eingerichtet und am 14. Mai 1908 eröffnet.
Die östlich dieser Straße gelegene Haltestelle bot mittels einer Fußgängerbrücke über die Fahrbahn Zugang zum Messegelände und befand sich auf gleicher Höhe mit der Station Wood Lane (Exhibition) an der Hammersmith & City Line. Der Bahnhof hatte nur ein Gleis mit Bahnsteigen auf beiden Seiten, getrennt für Aus- und Einstieg. Zur Rückfahrt brauchten die Züge nicht zu wenden, sondern fuhren teils in einem dafür angelegten Tunnel in einer Schleife zurück. Nachdem die Bahnstrecke verlängert worden war, um Anschluss an Orte weiter westlich (Acton, Ealing) zu erhalten, wurde in Anbetracht der weiteren Verwendung des White City Ausstellungsgeländes auch die Station Wood Lane baulich verändert, unter anderem mit Bahnsteigen an den nunmehrigen Durchfahrtsgleisen versehen und am 3. August 1920 in Betrieb genommen. Als Neuerung wurden auch statt der vorherigen Fahrkartenschalter elektrisch betriebene Fahrscheinautomaten aufgestellt, die stündlich bis zu 20.000 Fahrscheine ausgeben konnten. Die Station war baulich in den von der Uxbridge Road kommenden Zugang zum Messegelände integriert.

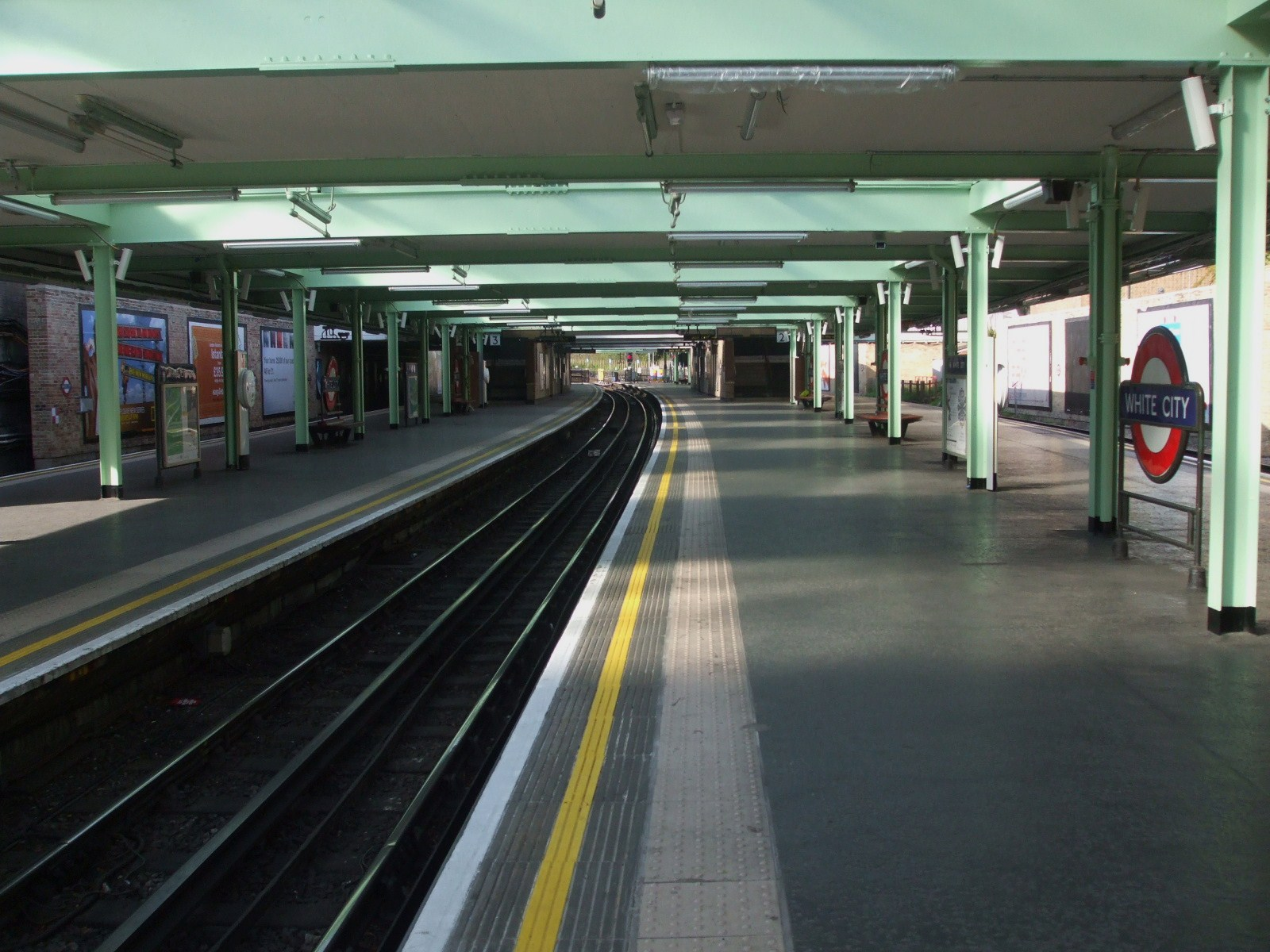
Bahnsteige der Haltestelle White City (2008)

Bereits 1938 wurde beschlossen, die Haltestelle ein Stück weit nach Norden zu verlegen. Aufgrund der Kriegsumstände verzögerte sich aber der Bau und wurde erst nach Kriegsende am 6. Mai 1946 in Angriff genommen. Gleichzeitig mit der Schließung von Wood Lane wurde die neue Haltestelle, die jetzige Station White City, am 23. November 1947 in Betrieb genommen. Die Haltestelle befand sich nun westlich der Wood Lane mehr oder weniger gegenüber dem White-City-Stadion und gleichzeitig wenig nördlich der Station Wood Lane an der Hammsermith & City Line, die ab diesem Zeitpunkt bis zu ihrer Schließung 1959 ebenfalls White City hieß.
Die Reste der alten Wood Lane-Station wurden beim Bau des Westfield Einkaufszentrums in den 2000er Jahren beseitigt. Im Zuge des Umbaus wurde auch das Depot der Central Line zur Gänze unter das Einkaufszentrum verlegt. Stehen geblieben sind die mittlerweile unter Denkmalschutz gestellten beiden Gebäude des Elektrizitätswerks und des Heizhauses.

### Straßenverkehr

#### Straßen als Begrenzung von White City

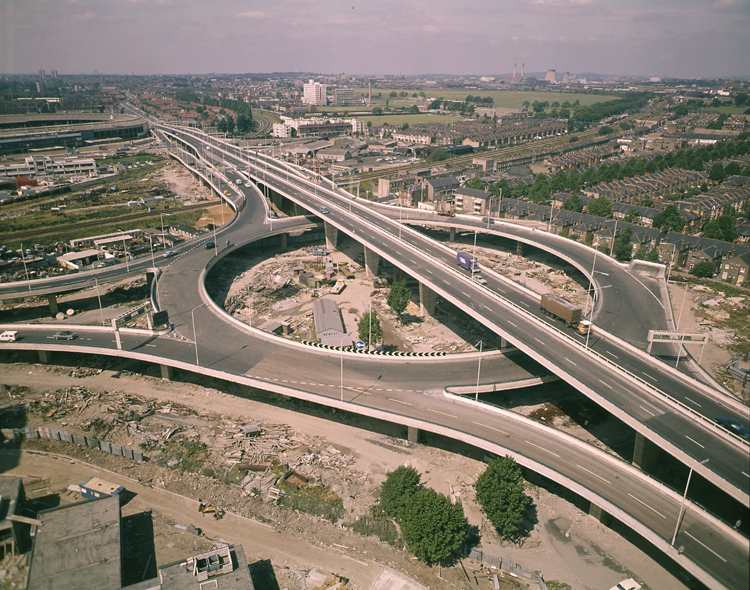
Der Knoten Westway (geradeaus)/West Cross Route (abzweigend) als nordöstliche Begrenzung von White City (Ansicht von Osten kurz nach Fertigstellung)

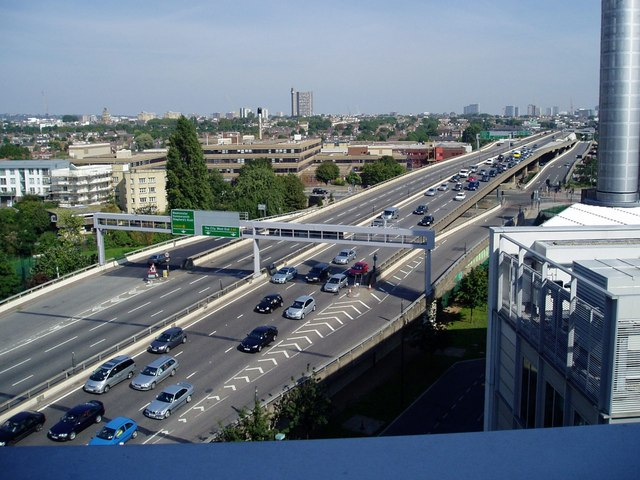
Die Überführung des Westway über die Wood Lane

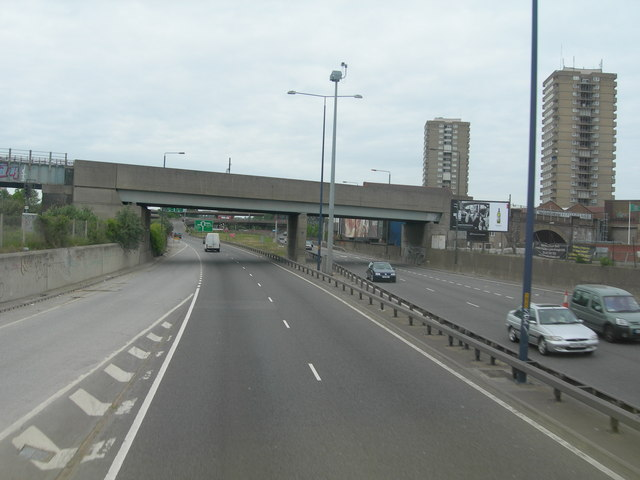
Die West Cross Route 2007 auf Höhe der Kreuzung mit der Hammersmith & City Line

Zwei vierspurige Straßen, der Westway und die West Cross Route, bilden heute die nördliche und östliche Begrenzung von White City.
Schon in den 1950er Jahren kam es im Bereich von White City zu großen Staus aufgrund des starken Zubringerverkehrs aus Richtung Westen in das Londoner Stadtzentrum. Als Entlastung errichtete man die Stadtautobahn Westway, die das nördliche Ende von White City passiert. Die 1970 eröffnete Autobahn unter der Bezeichnung A40 (M) hat im Bereich des Stadtviertels eine Abfahrt zur Wood Lane und kreuzt am nordöstlichen Ende von White City mit der West Cross Route in Form eines Kreisverkehrs. Bereits wenige Monate nach Eröffnung frequentierten täglich rund 47.000 Kraftfahrzeuge den Westway. Der Westway ist heute ohne den Status einer Autobahn Teil der A40, die von der Londoner City nach Fishguard in Wales führt.
Gleichzeitig mit dem Westway wurde auch die im Süden bis zum Holland Park Kreisverkehr (Kreuzung Uxbridge Road) führende, nur 1,2 km lange West Cross Route eröffnet. Beide Straßen waren Teil eines bis in die 1960er Jahre hinein geplanten inneren Autobahnrings um das Londoner Stadtzentrum, der jedoch nicht umgesetzt wurde. Bis zum Jahr 2000 hatte die Straße daher – gleich wie der Westway – den Status einer Autobahn (M41), danach ging sie in die Verantwortlichkeit des Greater London Council über und wurde zu einer A Road gemacht. Die West Cross Route ist nun Teil der innerstädtischen Hauptstraße A3220 von Ladbroke Grove im Norden nach Clapham Common im Süden und verläuft dabei abschnittweise auch im Stadtbezirk Royal Borough of Kensington and Chelsea.
Mitte Juli 1996 war die West Cross Route Schauplatz einer Protestaktion, initiiert von der Aktionsbewegung „Reclaim the Streets“, die sich – im Bereich der Globalisierungsgegner angesiedelt – auch als Widerstandsbewegung gegen die Vorherrschaft von Automobilen als Transportmittel sieht. Zwischen 6000 und 7000 Teilnehmer sperrten die Straße und veranstalteten ein karnevalartiges Fest. Als Zeichen des Protests gegen den Individualverkehr wurde unter anderem an zwei Stellen der Asphalt aufgebrochen und darin jeweils ein Baum gepflanzt.
2008 wurde eine Zufahrt zum Westfield Einkaufszentrum errichtet, die einzige Abfahrt der kurzen vierspurigen Straße.
Das südliche Ende von White City ist nicht definiert. Als Hauptstraße verläuft hier die Uxbridge Road vom Kreisverkehr mit der West Cross Route in westliche Richtung. Das Westfield Shopping Center befindet sich wenig nördlich von ihr, und sowohl vom Hammersmith Park als auch dem Loftus-Road-Stadion ist die Straße durch wenige Wohnstraßen getrennt. Als westliche Begrenzung von White City kann die nach der südafrikanischen Stadt benannte Bloemfontein Road angenommen werden, eine Wohnstraße in Nord-Süd-Richtung, die im nördlichen Abschnitt die westliche Begrenzung der White City Estate bildet.

#### Straßen innerhalb von White City

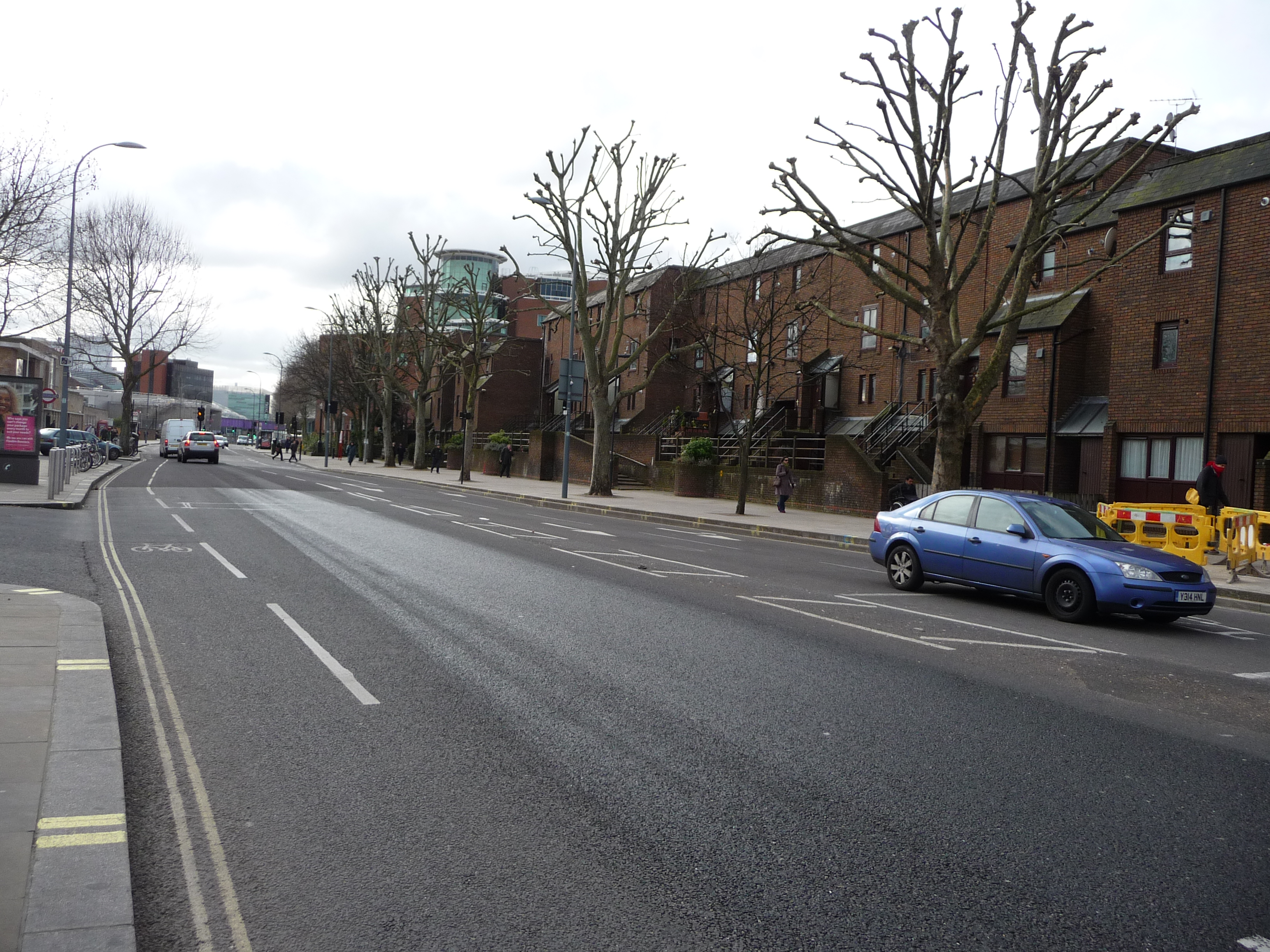
Ansicht der Wood Lane (2010); im Hintergrund Gebäude der Wood Lane-Siedlung

Als wichtigste Straße innerhalb des Stadtviertels White City gilt die von Nord nach Süd verlaufende Wood Lane, die zumindest seit Beginn des 19. Jahrhunderts existiert. Sie verband Shepherd’s Bush im Süden mit dem Freigelände Wormwood Scrubs im Norden und ist auf zeitgenössischen Karten als durchgehende Allee verzeichnet. Ihr nördlicher Teil heißt heute Scrubs Lane. Bäume an der Wood Lane sind in dem Wood Lane Conservation Area Character Profile aus den 1990er Jahren als schützenswerte Objekte genannt. Große Bedeutung für den Durchzugsverkehr hatte die Wood Lane bis zur Eröffnung des Westway und der West Cross Route 1970. Alle über die Western Avenue aus Westen herankommenden Fahrzeuge mussten rechts abbiegen und die Wood Lane nach Süden durchfahren, um an ihrem Ende über die links weiterführende Holland Park Avenue weiter ins Stadtzentrum zu kommen.
Die Du Cane Road (auch: Ducane Road), in den 1870er Jahren angelegt und von der Wood Lane nach Westen abgehend, liegt heute knapp nördlich des Westway. Sie diente ursprünglich als Zufahrt zu einem gleichzeitig ein Stück westlich errichteten Gefangenenhaus, dem Wormwood-Scrubs-Gefängnis. Die Straße, die bis East Acton führt, ist heute von lokaler Bedeutung. An ihr liegen – auf Höhe von White City, aber eigentlich nicht mehr zum Stadtviertel zählend – die Gelände zweier Schulen. Danach grenzt das Hammersmith Hospital an.
Andere Straßen innerhalb von White City sind Straßen in Wohnbereichen oder Zubringer zu Geschäften und verschiedenen Einrichtungen. Die nördlich der U-Bahn-Station White City liegende Depot Road ist benannt nach dem mittlerweile zur Gänze unterirdisch verlegten Depot der Central Line. Die Eynham Road nahe dem heutigen nördlichen Ende der Wood Lane knapp außerhalb von White City erinnert an die im 19. Jahrhundert angesiedelte Ziegelei dieses Namens.
Angeschlossen an das Territorial Army Centre in der South Africa Road ist ein Trainingsgelände für Motorradfahrschüler, wo der in Großbritannien verpflichtende Grundkurs für Motorrad- und Mopedfahrer absolviert werden kann.

#### Busverkehr
White City ist mittels einiger Busrouten an das öffentliche Busnetz angeschlossen. Zum einen werden Haltestellen entlang der Wood Lane von mehreren Buslinien angefahren, zum anderen gibt es Bushaltestellen entlang der Bloemfontein Road und der South Africa Road, um das Loftus Road Fußballstadion zu bedienen. Busverkehr gibt es des Weiteren auf dem Westway, auf der Du Cane Road und auf der Uxbridge Road.

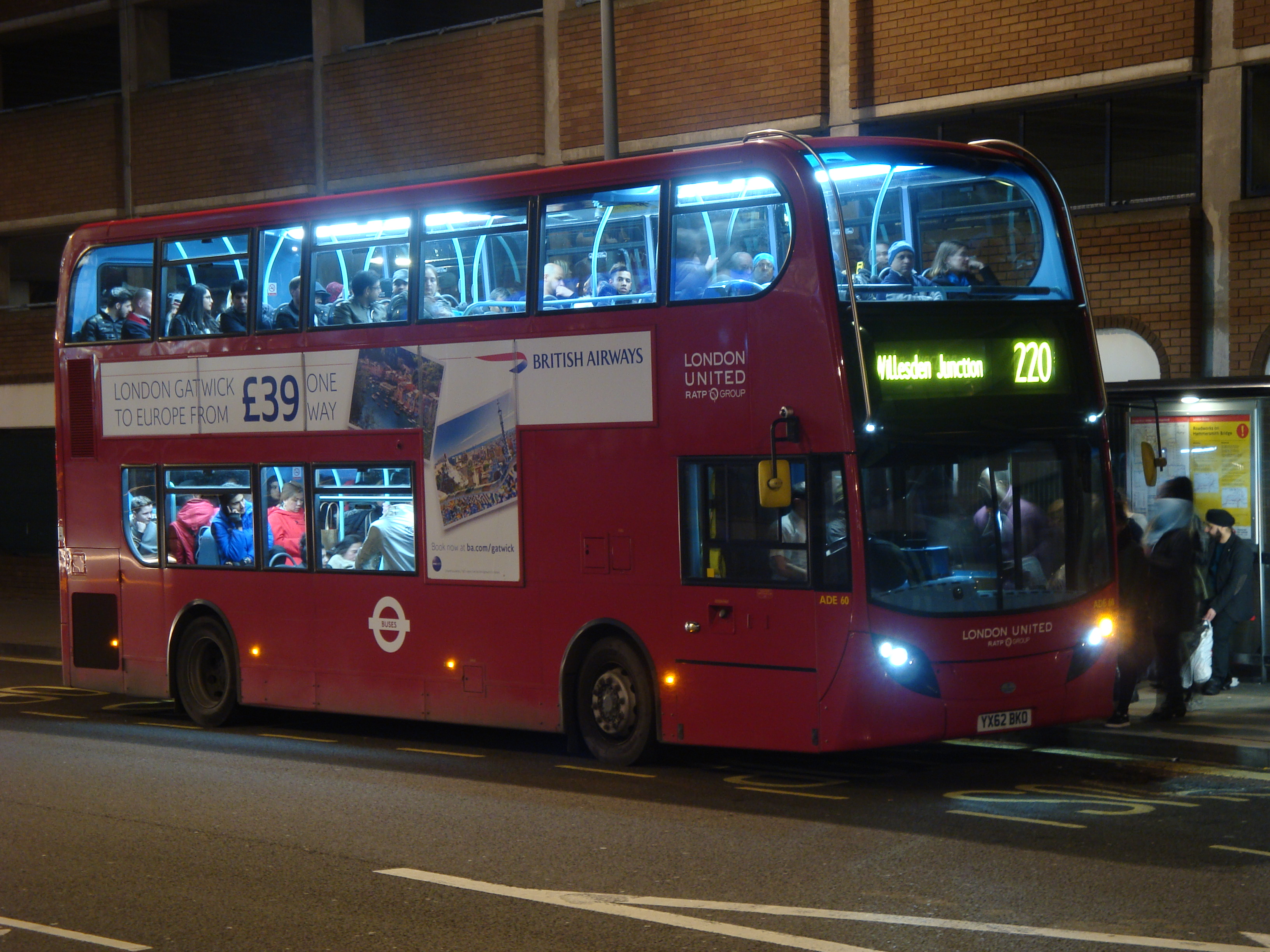
Ein Bus der Linie 220 nach Willesden Junction in einer Haltestelle an der Wood Lane
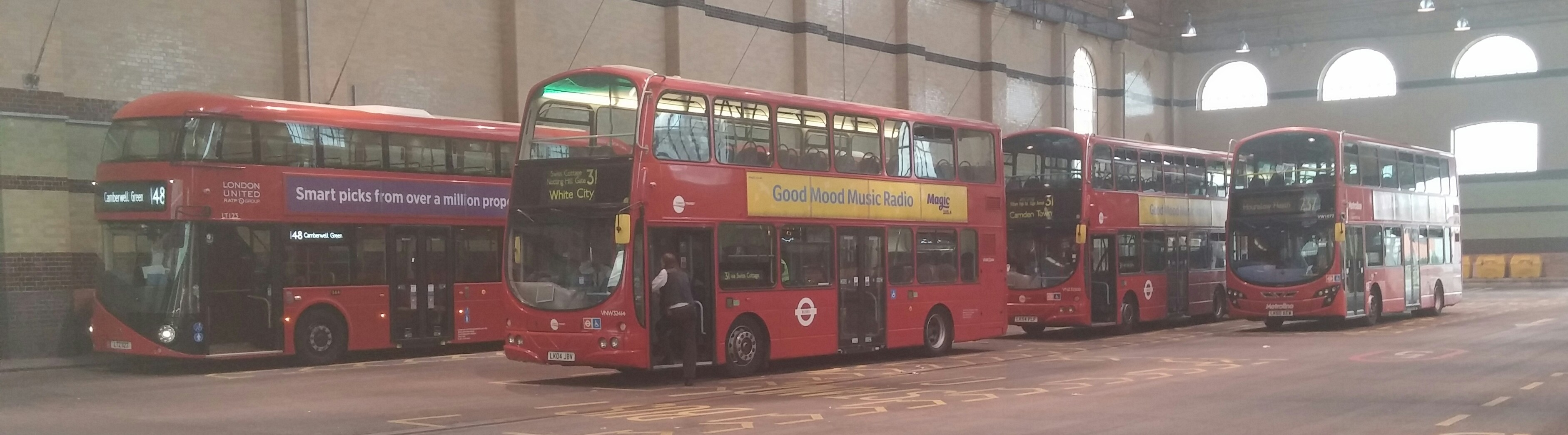
Abgestellte Busse in einem der Dimco Buildings an der White City Bus Station; den verschiedenen Betreibern der Buslinien sind bestimmte Kontingente an Abstellflächen in den Depotgebäuden zugeteilt (2014)
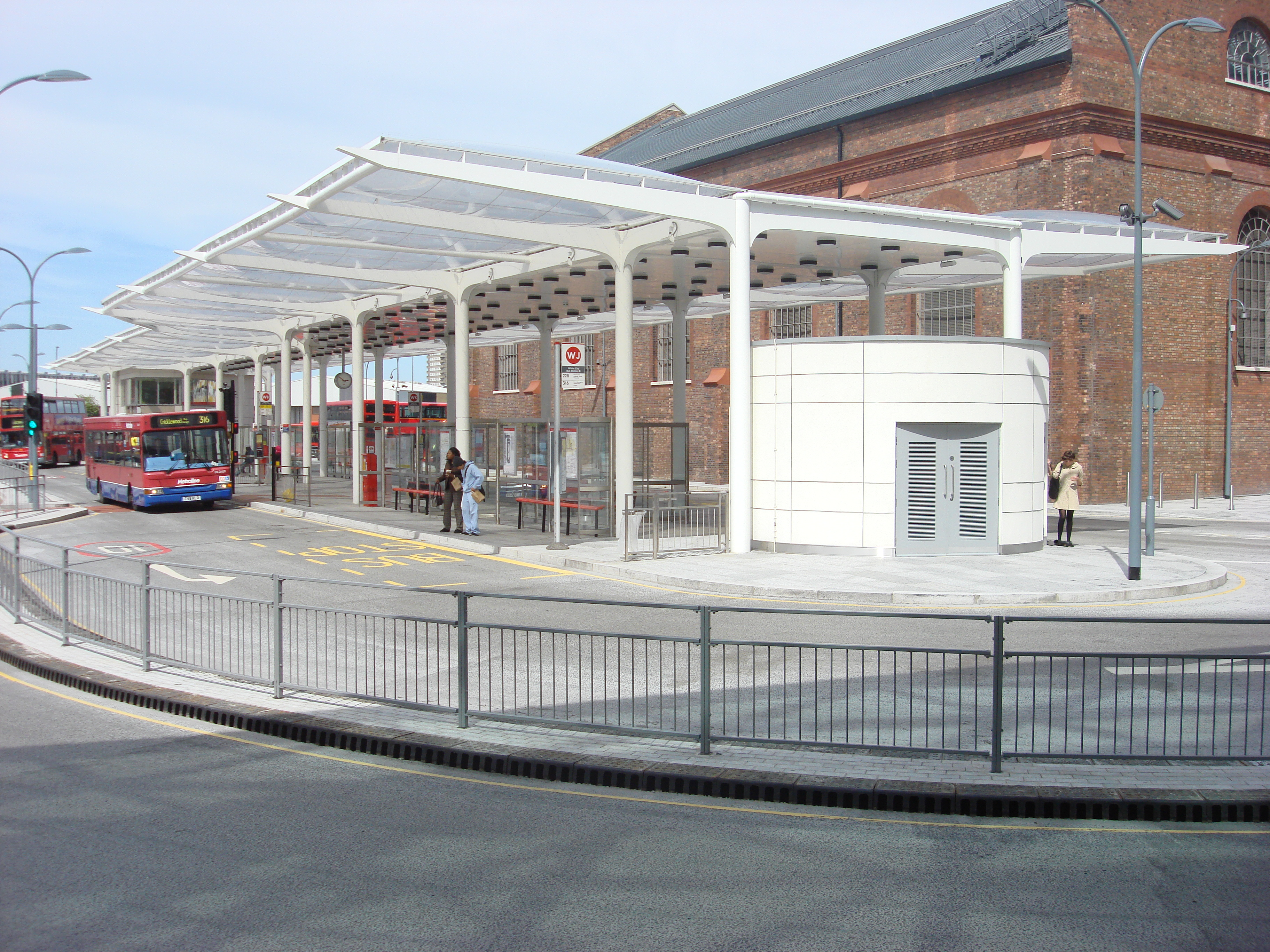
Teilansicht des Busbahnhofs White City, im Hintergrund eines der Dimco Buildings (2009)

Gleichzeitig mit dem Errichten neuer Bahnstationen für den Zugang zum Westfield Einkaufszentrum wurde an der Wood Lane auch ein neuer Busbahnhof gebaut. Die White City Bus Station, gelegentlich auch Westfield London Bus Terminal, ist seit 29. November 2008 in Betrieb und wird derzeit (2018) von neun Buslinien angefahren, wobei von acht Linien die Streckenführung so abgeändert wurde, dass diese nun ihre Endstation beim Busbahnhof haben. Die Busstation befindet sich im Bereich des vorherigen Depots der Central Line; integriert in den Busbahnhof sind die beiden Dimco Buildings, die als Depot dienen.

## Kunst und Kultur

### Kulturelle Werte in den BBC-Zentren
Zum Baukonzept beider BBC-Zentren in White City, Television Centre und Media Centre, gehörte von Beginn an das Einbeziehen von Kunstwerken bzw. von künstlerischen Aspekten bei der Planung, und besonders das Television Centre hatte einen besonderen kulturellen Stellenwert.

#### Kunst im Television Centre

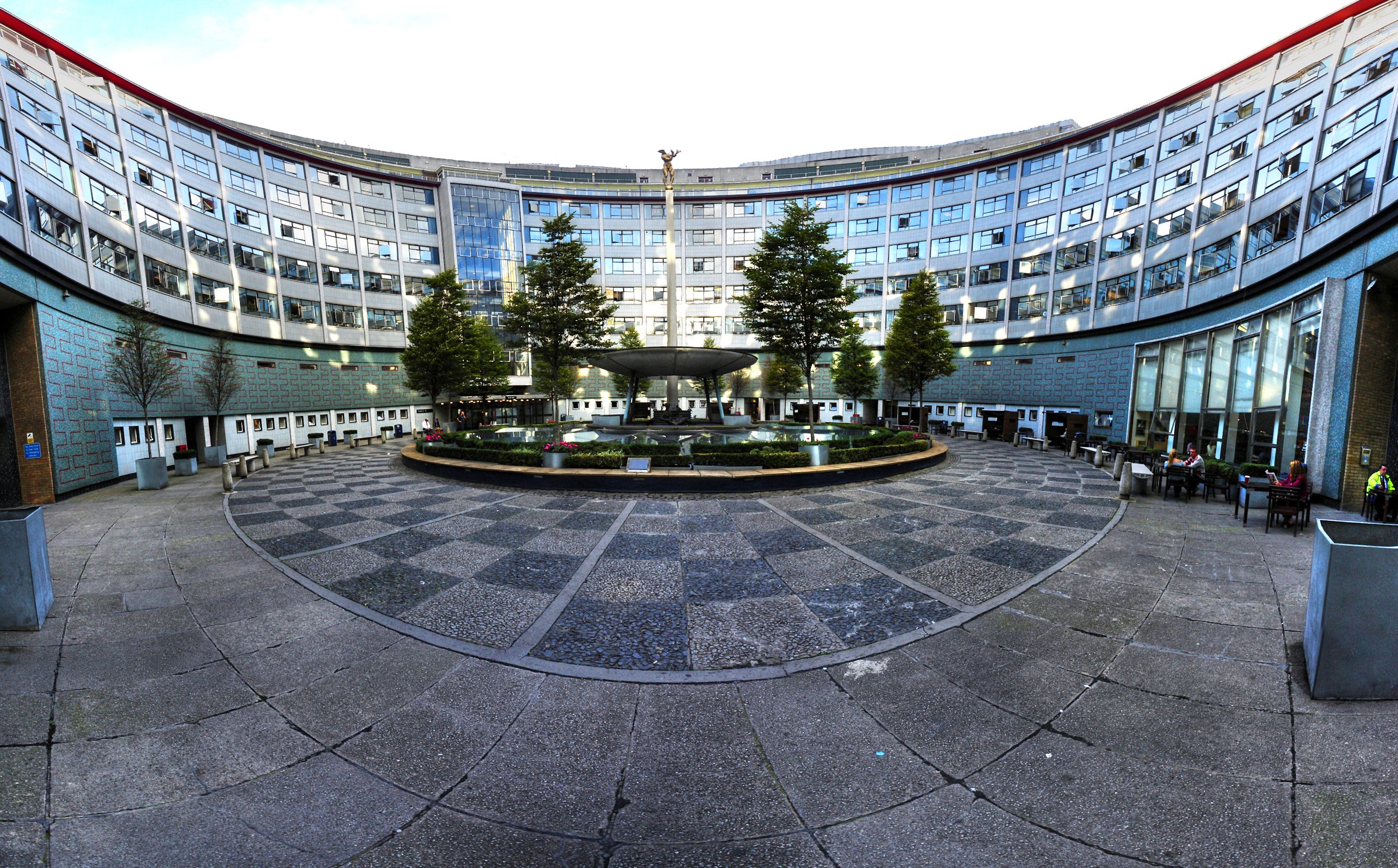
Ein zentraler Teil des ehemaligen BBC Television Centre 2009: das denkmalgeschützte Doughnut Building, das zu exklusiven Wohnungen umgebaut wurde

Das zentrale Bauwerk des Television Centre war ein kreisrundes Bürogebäude mit Innenhof, das bei BBC-Angehörigen angelehnt an das Kringelgebäck scherzhaft den Beinamen Doughnut building erhielt, den man heute weiter kolportiert.
In der Mitte des Hofes wurde eine drei Meter hohe vergoldete Bronzestatue des griechischen Sonnengottes Helios aufgestellt. Die Statue stammt vom britischen Bildhauer T. B. Huxley-Jones (1908–1968) und sollte die Ausstrahlung des Fernsehens („the radiation of television light“) symbolisieren. An ihrem Fußende befinden sich zwei weitere Statuen, die Ton und Bild („sound and vision“), die beiden medialen Komponenten des Fernsehens, darstellen. Das Gebäude steht seit 2009 unter Denkmalschutz (Grade II) und wurde bei den Umbauarbeiten den Auflagen gemäß behandelt. Die ebenfalls denkmalgeschützte Helios-Statue wurde entfernt, einer Pflege unterzogen und im Februar 2017 wieder an ihren alten Platz zurückgestellt. In der Bewerbung für den Kauf der neugebauten Wohnungen im Doughnut building wird das adaptierte Gebäude auch nach der Statue Helios genannt.

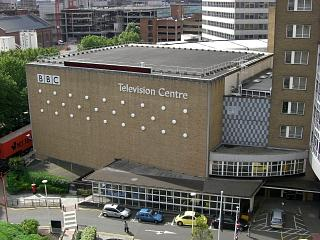
Denkmalgeschütztes Studio 1 mit der atomic dot wall

Denkmalgeschützt sind außerdem die Eingangslobby mit einem im Inneren befindlichen Wandmosaik des britischen Künstlers John Piper (1903–1992) sowie die beim Eingang zum TV-Zentrum befindliche, öfters atomic dot wall genannte Ziegelmauer des Studios 1, auf die 26 punktartige, an Atome erinnernde Gebilde aufgebracht sind. Wie es zur Form des Television Centre im Ganzen als auch zur Anordnung der Punkte an der Mauer kam, wird in Anekdoten erzählt. Entworfen wurde das TV-Centre vom Architekten Graham Dawbarn (1893–1976). Dieser soll sich nach schriftlichem Erhalt des Auftrags zum Bau in einem Pub gefragt haben, wie denn die Gebäude anzuordnen seien, und diesbezüglich ein Fragezeichen auf einen Briefumschlag gekritzelt haben. Beim Anblick der Form des Zeichens habe ihm diese als spontane Eingebung gedient.
Die Punktgebilde an der Studiomauer seien das Ergebnis eines Zufalls. Die BBC habe in Ergänzung zu ihrem dreibuchstabigen Logo um ein grafisches Element gebeten. Die Buchstaben seien auf den Karton des architektonischen Modells aufgemalt worden, der an dieser Stelle etliche Einstiche von Stecknadeln aufwies. Vertreter der BBC hätten diese Einstichlöcher als Entwurf fehlinterpretiert und den Vorschlag angenommen.
Mit dem dreibuchstabigen Schriftzug der BBC, der am 30. September 2014 entfernt wurde. stand die Mauer gemeinsam mit dem Doughnut-Gebäude symbolhaft für die emotionale Nähe der Bevölkerung zur BBC: „… the Grade II-listed parts of the site will remain – the ones that make people feel they have been here before.“ („Die als denkmalgeschützt eingetragenen Teile des Geländes bleiben erhalten – diejenigen, die in den Leuten das Gefühl erzeugen, dass sie schon einmal hier gewesen sind.“) Das ganze Television Centre selbst „[…] had a unique place in the culture and shared memory of almost every adult living in the UK.“ („[…] hatte einen einzigartigen Platz im kulturellen Gedächtnis fast eines jeden im Vereinigten Königreich lebenden Erwachsenen.“)

#### Kunst im Media Village
Auch bei der Planung des Media-Village-Geländes waren künstlerische Aspekte mit von Bedeutung. Die japanische Malerin und Installationskünstlerin Yuko Shiraishi (* 1956) erarbeitete zusammen mit dem für den Bau beauftragten Architektenbüro Allies and Morrison die innere und äußere Farbgestaltung der Häuser Broadcast Centre und Media Centre. Der britische Künstler Simon Patterson gestaltete im Eingangsbereich des Broadcast Centre eine Wand, deren Muster angelehnt waren an solche, wie sie an Tarnschiffen der britischen Handelsmarine hauptsächlich während des Ersten Weltkriegs angebracht waren.

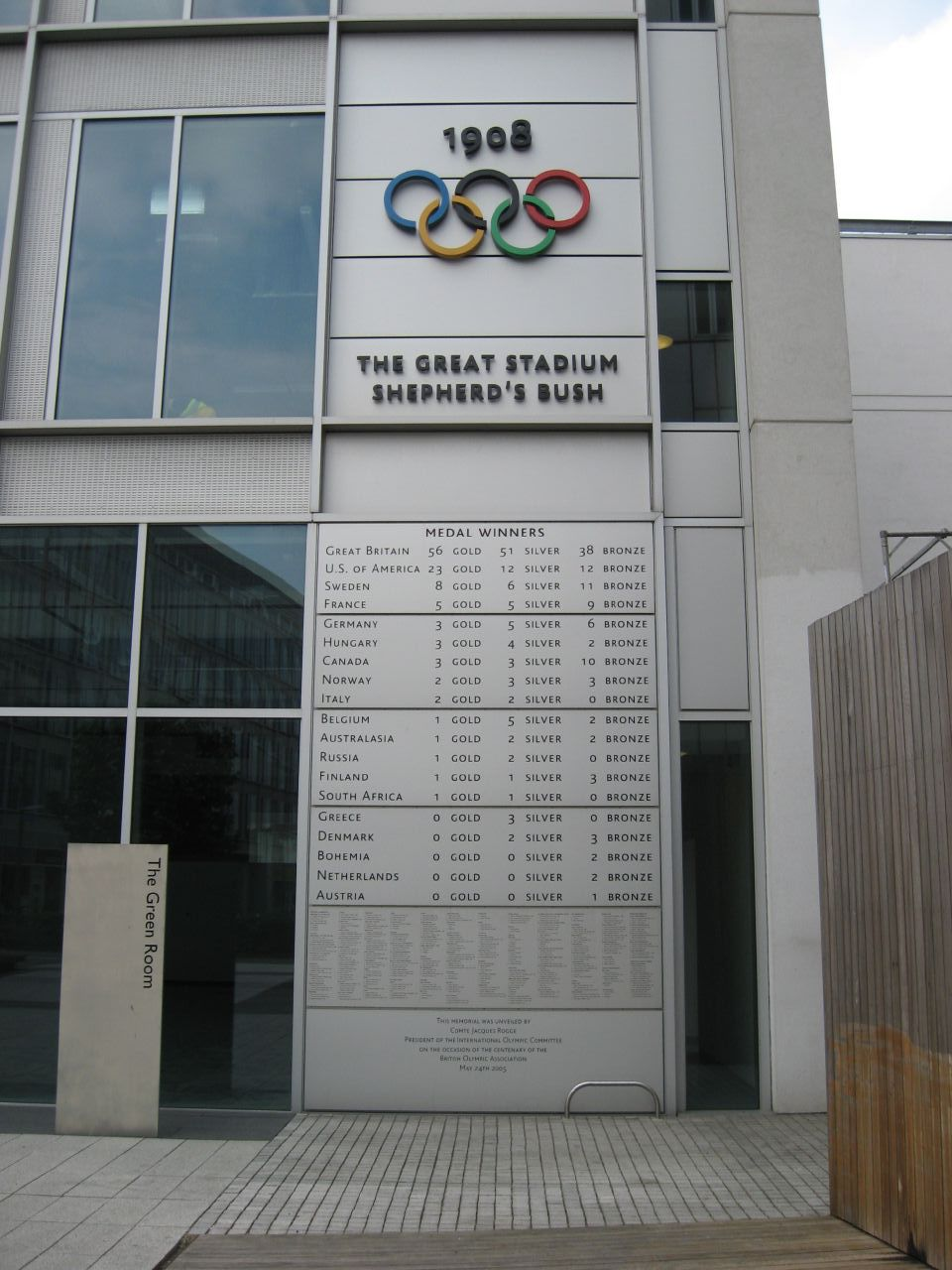
Medaillenspiegel der Olympischen Spiele 1908 am Energy Centre

Zum landschaftsarchitektonischen Konzept gehörte die Gestaltung des Grünlandes. Der an das Baugelände angrenzende Park wurde vom Landschaftsarchitekten Christopher Bradley-Hole entworfen.
Der als Poet Laureate ausgezeichnete britische Dichter Andrew Motion (* 1952) verfasste das Gedicht Voices of White City, das in Zusammenarbeit mit dem Grafikdesigner John Morgan in das Bodenpflaster auf dem freien Platz zwischen den Gebäuden eingearbeitet wurde. Es war beabsichtigt, in Workshops mit der anliegenden Bevölkerung weitere Texte zu verfassen, die im gesamten Bereich des Media Centre dauerhaft angebracht werden sollten.
Am 24. Mai 2005 wurde von IOC-Präsident Jacques Rogge am Gebäude namens Energy Centre eine Gedenktafel an die Olympischen Spiele in White City enthüllt. Sie zeigt die fünf olympischen Ringe und den Medaillenspiegel der Spiele von 1908. Die Tafel befindet sich an der Stelle, wo im alten Olympiastadion die Ziellinie des Marathonlaufs war.

### Weitere Kunst- und Kulturinitiativen
„Hereafter“ ist der Titel einer 2017 vorgenommenen künstlerischen Umgestaltung einer aufgelassenen Tankstelle an der Wood Lane. Die Überdachung und das Verkaufsgebäude wurden von dem Designer-Duo Craig & Karl mittels bunter geometrischer Muster zu optisch kompakt und streng strukturiert wirkenden Objekten umgestaltet. In gleicher Farb- und Formgebung repräsentieren mehrere Quader die ehemaligen Zapfsäulen. Der Titel „Hernach“ soll ausdrücken, dass es sich bei dem Objekt um einen Ort handelt, an dem noch etwas folgen kann. Das Werk ist das erste größere Kunstwerk der Designer im öffentlichen Raum in London.
In der White City Estate existiert mit dem White City Youth Theatre seit 2008 eine Initiative, die den Kindern und Jugendlichen der Großsiedlung das Theaterspielen als kulturelle Betätigung vermittelt. Die Theaterinitiative versteht sich als Bildungsprojekt mit breitem Integrationsanspruch. Neuerdings will man, ausgehend von den guten Erfahrungen mit jungen Menschen, unter der Bezeichnung White City Theatre Project das Theaterspielen auch mit Personen anderer Altersgruppen als psycho- und sozialtherapeutische Maßnahme etablieren. Die Theatergruppe arbeitet mit Schulen und anderen Einrichtungen zusammen.

## Bildung und Religion

### Grundschulen
In der White City Estate wird die von der römisch-katholischen Religionsgemeinschaft geführte Pope John School (offiziell auch St John XXIII Catholic Primary School) von rund 230 Drei- bis Elfjährigen besucht; die Schüler sind mehrheitlich Angehörige von ethnischen Minderheiten. Im Rahmen einer Begutachtung erhielt die Schule 2003 von der amtlichen Schulkontrollbehörde Ofsted (Office for Standards in Education, Children’s Services and Skills) die Gesamtbeurteilung „Exzellent“ und in einem Effizienz-Rating 2008 die Beurteilung „Hervorragend“. Das Gebäude wurde 2016 baulich erweitert. Die Pope John School ist die einzige Grundschule in White City, die gehobenen Ansprüchen genügen dürfte.
Als weitere Grundschule existiert nördlich der Wohnsiedlung zwischen der Durchzugsstraße Westway und der Du Cane Road die vormals von der Verwaltung des Stadtbezirks Hammersmith and Fulham geführte Bentworth Primary School. Die Schule wurde bereits 1929 am Rand des White City-Ausstellungsgeländes errichtet und hatte ursprünglich rund 400 Schüler. Heute ist sie von annähernd gleicher Größe wie die Pope John School, hat jedoch einen höheren Anteil von Schülern, deren Muttersprache nicht Englisch ist. Ihr wurde 2010 seitens Ofsted mit „Gut“ eine geringere Qualität als jener zugeschrieben. Die Schule wurde danach von der Kinderwohlfahrtseinrichtung Ark (Absolute Returns for Kids) übernommen und trägt seitdem die Bezeichnung Ark Bentworth Primary Academy. 2014 erhielt sie dieselbe Qualitätsbeurteilung wie zuvor.

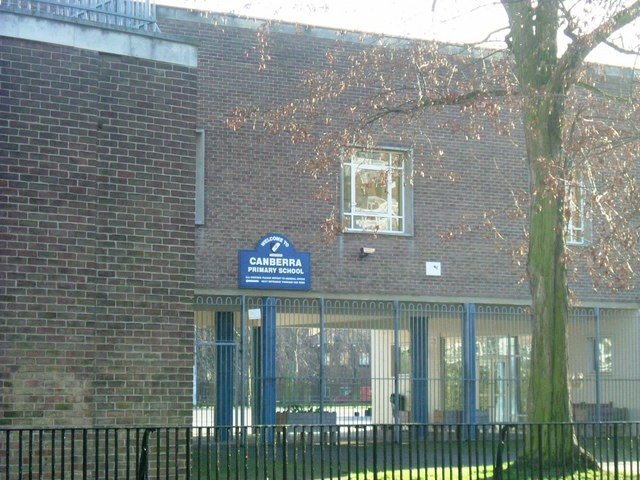
Die Canberra Primary School (2008)

Die im östlichen Bereich der White City-Wohnsiedlung in der Australia Road gelegene Canberra Primary School ist eine Grundschule mit rund 400 Schülern fast ausschließlich aus ethnischen Minderheiten. Bei einer Ofsted-Erhebung 2012 hatten drei Viertel der Schüler Englisch nicht als Muttersprache. Die schulischen Leistungen der Kinder, das pädagogische Konzept und das Schulmanagement wurden im Untersuchungsbericht als unzureichend beschrieben und die Schule erhielt mit „Mangelhaft“ den schlechtestmöglichen Beurteilungsgrad.
Der Betrieb der Schule wurde Ende August 2013 eingestellt und danach ebenfalls von der Wohlfahrtsorganisation Ark übernommen. Die Schule firmiert seitdem unter der Bezeichnung Ark Swift Primary Academy und bekam in der Beurteilung 2016 den Status „Gut“ zugeschrieben. Ebenfalls in der Australia Road ist mit dem Randolph Beresford Early Years Centre auch eine Kinderbetreuungseinrichtung für Drei- bis Fünfjährige vorhanden.
Südlich der White City-Wohnsiedlung und westlich des Loftus-Road-Stadions steht mit der Jack Tizard School eine Sonderschule. Sie wurde nach dem neuseeländisch-stämmigen Psychologen und Sozialmediziner dieses Namens benannt, der besonders in den 1950er- und 1960er-Jahren in London tätig war. Die Sonderschule wurde im Jahr 2018 seitens Ofsted wie in den Jahren zuvor mit „Hervorragend“ beurteilt und betreut Kinder und Jugendliche mit Behinderungen vom 2. bis zum 19. Lebensjahr. Bereits in den 1890er Jahren existierte an diesem Standort eine Schule und eine Betreuungseinrichtung für Kleinkinder in zwei separaten Gebäuden.
Weiterführende Schulen gibt es im umschriebenen Bereich von White City keine, jedoch existieren in der nächsten Umgebung mehrere davon, die auch von unterschiedlichen Einrichtungen betrieben werden.

### Universitäten
Bis zur stadtplanerischen Neuentwicklung von White City gab es in dem Bereich neben den Grundschulen keine weiteren Ausbildungsmöglichkeiten. Mit dem Plan, das Viertel zu einem Zentrum für ein gehobeneres Publikum zu machen, war die Ansiedlung von zwei elitären Bildungseinrichtungen verbunden.

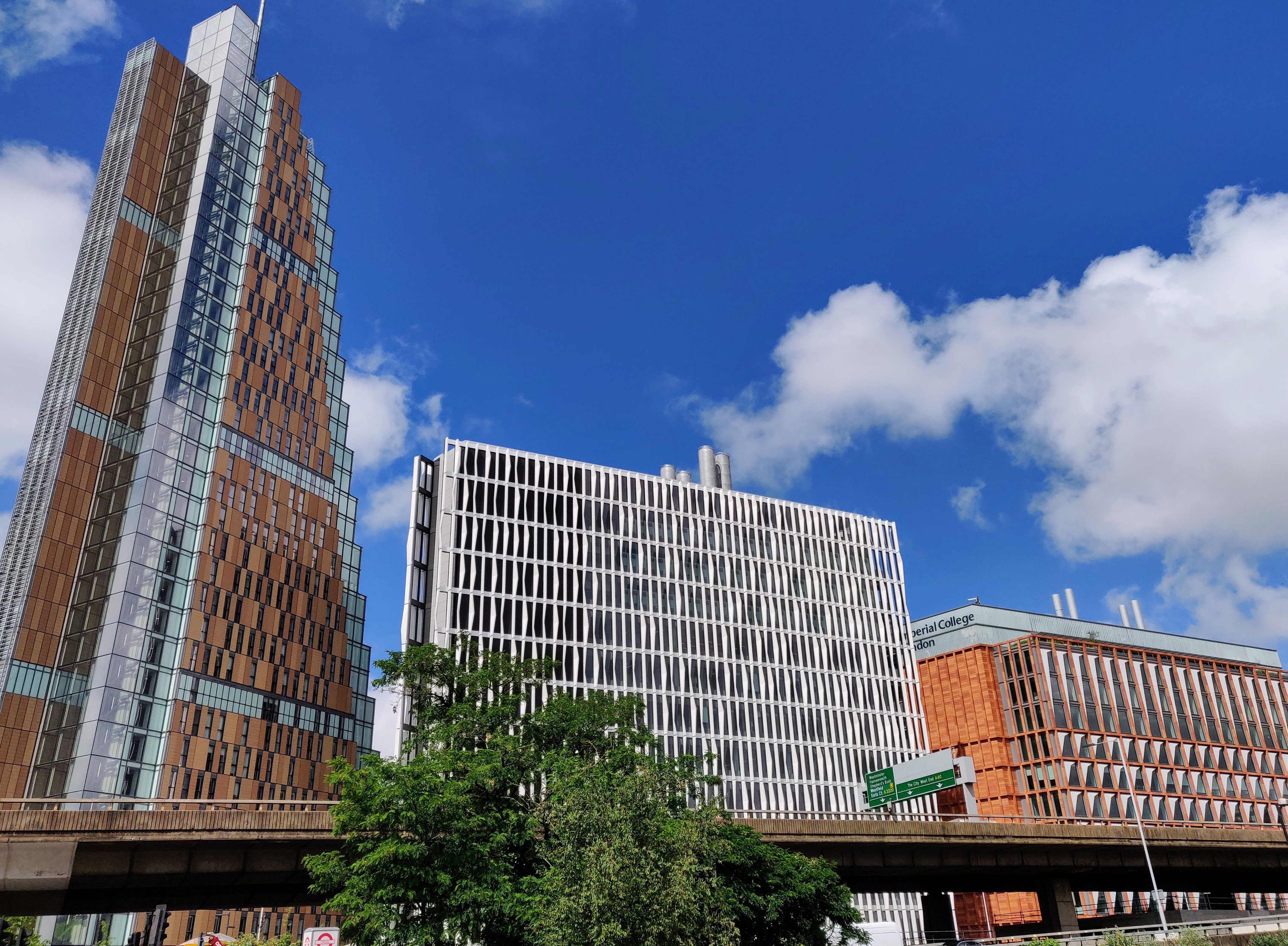
White City North Campus des Imperial College London

- Imperial College London

2013 kaufte das Imperial College London, eine führende Universität, von der BBC Grundstücke im angrenzenden Bereich des Media Centre auf und errichtete unmittelbar nördlich des Westway mit den White City North Campus eine neue Lehr- und Forschungsstelle, deren Betrieb zwischen 2016 und 2018 in drei Stufen aufgenommen wurde. Das Imperial College, das im Bereich zwischen Technik, Medizin und Wirtschaft angesiedelt ist, konzentriert sich auf dem White City Campus – mit je einem dafür vorgesehenen Haus – auf Molekularwissenschaft, Biomedizin und auf die Ausbildung wirtschaftlicher Unternehmen im Bereich Forschung und Entwicklung. Als Lehrkrankenhaus dient das nahegelegene, knapp nördlich außerhalb von White City gelegene Hammersmith Hospital. Die Universität setzt im White City Campus auch auf die Öffnung gegenüber der Anwohnerschaft. Mittels verschiedener Veranstaltungen sollen die Einrichtung, ihr Forschungsbereich und ihre Leistungen den Bewohnern der Umgebung nahegebracht werden.
- Royal College of Art

Das Royal College of Art wurde 2015 bis 2017 jeweils zur weltbesten Universität für Kunst und Design gekürt. Nach dem Verkauf des BBC Media Village und Umbauarbeiten ist die Hochschule seit September 2017 neben Standorten in Kensington und Battersea mit einem dritten Campus in White City vertreten. Im Garden House des ehemaligen BBC Media Centre werden Studiengänge der Abteilungen School of Communications und School of Arts & Humanities angeboten. Im September 2018 kamen Lehrgänge aus dem Fachbereich Architektur hinzu.

### Andere Bildungseinrichtungen
Südlich des Westfield Einkaufszentrums befindet sich am Rande von White City die West London School of Dance, eine 1986 gegründete Tanzschule für Kinder und Jugendliche ab dem Kindergartenalter bis zum 16. Lebensjahr.
An der Wood Lane ebenfalls südlich von Westfield London liegt die Shepherd’s Bush Library, eine vom Hammersmith & Fulham Council betriebene öffentliche Bibliothek. Die Bücherei ist sieben Tage die Woche geöffnet.

### Religiöse Stätten

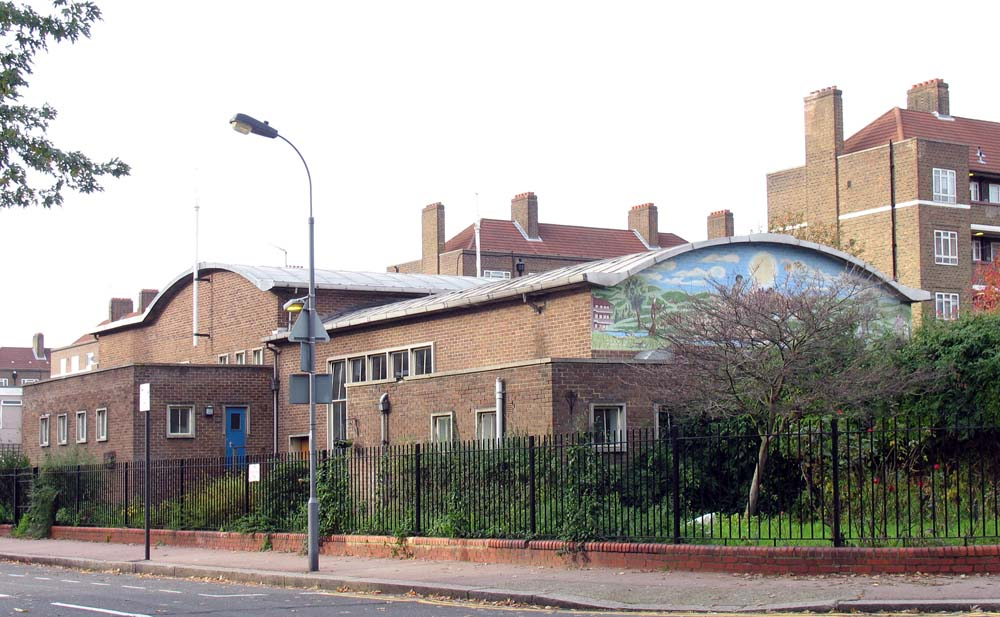
Anglikanische Kirche in der White City-Wohnsiedlung

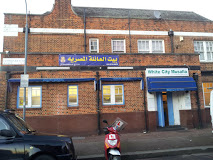
White City Musalla

- Kirchen

In der White City-Wohnsiedlung befindet sich in der Commonwealth Avenue eine den Heiligen Michael und Georg geweihte anglikanische Kirche.
White City ist eine römisch-katholische Pfarrei im Erzbistum Westminster. Ebenfalls in der White City-Wohnsiedlung gelegen befindet sich die Pfarrkirche Our Lady of Fatima mit angeschlossenem Kindergarten und Grundschule, der Pope John School, und dem Gemeindezentrum Fatima Centre.
- Musalla

Von den insgesamt 460 Moscheen und islamischen Gebetsräumen in London existieren in White City zwei davon. Das auch als Ägyptisches Haus („Egyptian House“) bezeichnete White City Musalla in der White City-Wohnsiedlung wird als Gebetsstätte (Musallā) genutzt.
- Im Westfield Einkaufszentrum gibt es im Tiefgaragenbereich einen sogenannten Quiet Room, der als Gebetsraum für alle Konfessionen zur Verfügung gestellt wird.[104]